# Tokyo
Pour les articles homonymes, voir Tokyo (homonymie).
 (janvier 2024).
Tokyo (東京, Tōkyō), officiellement Métropole de Tokyo (東京都, Tōkyō-to), est de facto la capitale du Japon, ainsi que l'une de ses 47 préfectures. Tokyo a plus de 14 000 000 habitants. Le Grand Tokyo, constitué des préfectures bordant la baie de Tokyo, est l'aire urbaine la plus peuplée au monde avec 40 800 000 habitants.
Tokyo est située sur la côte méridionale de Honshū, l'île principale de l'archipel japonais. La ville est le principal centre politique de l'archipel depuis le XVIIe siècle. Elle accueille la plupart des institutions du pays : la résidence principale de l'empereur du Japon, du Premier ministre, le siège de la Diète (le parlement japonais), du Cabinet, les ministères qui le constituent ainsi que toutes les ambassades étrangères.
À l'origine, Tokyo n’était qu’un petit village de pêcheurs nommé Edo. Fortifié au XVe siècle, Edo devient la base militaire du shogun Tokugawa Ieyasu à la fin du XVIe siècle, puis la capitale de son gouvernement féodal. Durant l'époque d'Edo (1603-1868), la ville se développe et devient l'une des plus peuplées au monde à la fin du XVIIIe siècle, avec une population de près d'un million d'habitants. Avec la restauration de l'empereur en 1868, elle est confortée dans son rôle de cœur politique du Japon : le château d'Edo devient la résidence de l'empereur Meiji (Kōkyo) et la ville acquiert son nom actuel par opposition à Kyoto, l'ancienne capitale. Elle est ravagée en 1923 par un séisme de magnitude 7,9 qui fait plus de 100 000 morts. Durant la Seconde Guerre mondiale, elle est détruite pour moitié par des bombardements aériens américains. Les bombes incendiaires embrasent la ville et font plus de 100 000 victimes. La ville est rapidement reconstruite après la guerre.
Dans la seconde moitié du XXe siècle, Tokyo devient une métropole de rang mondial grâce à un fort développement industriel — notamment dans l'électronique — et voit sa population multipliée par dix en cinquante ans.
Principal centre économique et financier du Japon, Tokyo est l'une des principales places financières asiatiques et mondiales. Elle est la première ville mondiale en ce qui concerne les produits urbains bruts. Le dynamique arrondissement de Shinjuku comporte de nombreux gratte-ciels, dont la mairie de la ville, et plusieurs grands magasins du Japon. Minato-ku accueille les sièges sociaux de multiples entreprises japonaises et étrangères, ainsi qu'une cinquantaine d'ambassades. Chiyoda concentre pour sa part les institutions politiques japonaises. Enfin, Shibuya est réputé être l'un des quartiers les plus animés de la ville, grâce à la présence de grands centres commerciaux comme le 109. Malgré la modernité de son architecture, dont témoigne la tour Tokyo Skytree, bien des sanctuaires shinto et temples bouddhistes ont été reconstruits ou, pour quelques-uns, partiellement préservés après les bombardements, comme le Sensō-ji, le sanctuaire Yasukuni, le Zōjō-ji ou la porte Hōzōmon.
Située au fond de la baie de Tokyo, Tokyo dispose d'un statut administratif particulier, la ville de Tokyo et la préfecture de Tokyo ayant fusionné en 1943. L'agglomération de Tokyo, qui va bien au-delà des limites de la préfecture, s'étend sur une large frange de la baie de Tokyo ainsi que sur la région du Kantō. Elle constitue en outre le pôle principal de la « mégalopole japonaise », avec notamment Osaka et Nagoya. La préfecture a organisé les Jeux olympiques d'été de 1964 et de 2021.
En 2021, Tokyo est considérée comme la troisième ville mondiale selon le classement Global Power City Index. Elle est la quatrième ville mondiale dans le classement du cabinet de conseil Kearney.

## Dénomination de Tokyo et de ses habitants

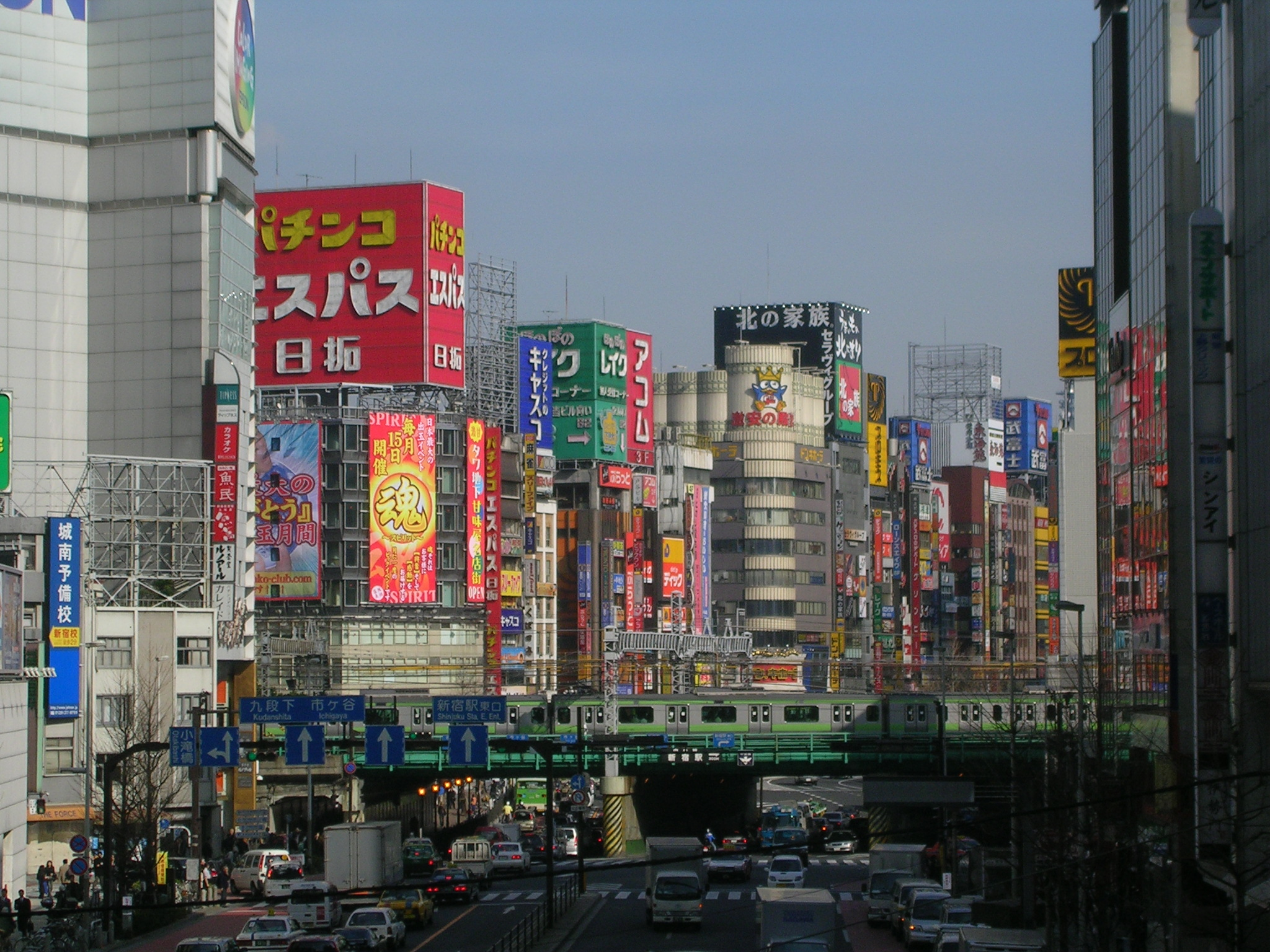
Quartier de Kabukichō, à l'est de Shinjuku.

En japonais, Tokyo [to.kjo] s'écrit 東京 (Tōkyō, [toːkʲoː] ), ce qui signifie littéralement « Capitale de l'est ». Métropole de Tokyo s'écrit 東京都 (Tōkyō-to).
En français, on ne prononce pas le nom de la ville comme en japonais et on écrit généralement « Tokyo », ce qui correspond à la prononciation française /to.kjo/. L'ancienne graphie ‹ Tokio › qui était utilisée en français au début du XXe siècle, est toujours utilisée dans d'autres langues comme l'allemand, le néerlandais et l'espagnol.
Pour la France, l'arrêté du 4 novembre 1993 relatif à la terminologie des noms d'États et de capitales, pris conjointement par les ministres des Affaires étrangères et de l’Éducation nationale, recommande comme seule graphie ‹ Tokyo ›. Il en va de même de la commission de toponymie de l'Institut national de l'information géographique et forestière (IGN) et du code de rédaction interinstitutionnel de l'Union européenne. Les Japonais eux-mêmes utilisent parfois la graphie ‹ Tokyo › dans leur retranscription en rōmaji du nom de la ville.
La transcription phonétique en alphabet latin selon la méthode Hepburn donne ‹ Tōkyō ›, le ‹ ō › avec macron dénotant un o long. Cette méthode de transcription est utilisée dans les transports japonais et dans la plupart des encyclopédies et dictionnaires francophones. La méthode Kunrei donne ‹ Tôkyô › et la méthode JSL, ‹ Tookyoo ›. Le gouvernement japonais autorise également l'utilisation de la graphie ‹ Tohkyoh › sur les passeports, reprenant une représentation des voyelles longues familière aux anglophones. Enfin, il faut mentionner la méthode dite Wāpuro rōmaji qui écrit ‹ Toukyou ›.
Son ancien nom est Edo (江戸), « la porte de la rivière, l'estuaire », en référence à la rivière Sumida qui la traverse. Lorsque l'empereur Meiji s'y installe, en 1868, elle est rebaptisée Tōkyō, littéralement « capitale 京 de l'est 東 », par opposition à Kyōto (京都, litt. « ville capitale »), l'ancienne capitale.
En français, les habitants de Tokyo sont appelés les « Tokyotes » ou les « Tokyoïtes ». Les Japonais désignent aussi les gens de Tokyo par l'expression Azumaotoko (東男, litt. « hommes de l'Est »). Le terme d'Edokko (江戸っ子, litt. « enfants d'Edo »), désignant historiquement les natifs de la ville lorsqu'elle s'appelait encore Edo, est toujours utilisé pour désigner les « Tokyoïtes de souche », dont les ancêtres sont eux-mêmes nés dans l'un des arrondissements de la capitale japonaise sur plusieurs générations, et qui montrent une certaine identité propre, caractérisée par l'utilisation encore de nos jours de certaines expressions et de l'accent nés de l'ancien dialecte local, l'Edokotoba, et symbolisée par Isshin Tasuke (figure de fiction très populaire), le personnage de Tora-san du film Otoko wa tsurai yo, ou encore par le chien Hachikō.

## Définitions de Tokyo
Le terme de Tokyo peut désigner plusieurs réalités différentes sur les plans géographique, urbain et administratif.

### Vingt-trois arrondissements spéciaux

Les 23 arrondissements spéciaux de Tokyo.

Les 23 arrondissements spéciaux remplacent l'ancienne ville de Tokyo, dissoute en 1943. Sur le plan administratif, ils forment chacun des municipalités distinctes, comparables à l'autre type de commune urbaine de l'organisation administrative du Japon, les « villes », si ce n’est qu’elles ont un champ de compétence restreint par rapport à ces dernières, à l'instar des arrondissements de Paris. Le gouvernement préfectoral a notamment en charge certains services publics appartenant traditionnellement à l'échelon communal, comme l'approvisionnement en eau, le traitement des eaux usées et les services publics, tandis que les arrondissements n'ont pas de revenus propres, vivant uniquement des transferts financiers concédés par la préfecture. Ils ont toutefois chacun, à l'instar des autres communes japonaises, une assemblée délibérante et un maire élus au suffrage universel direct tous les quatre ans. Ces arrondissements spéciaux réunissent 9 793 163 habitants au 1er mars 2024 sur 617 km2, soit environ 15 000 hab./km2.

### Centre de Tokyo

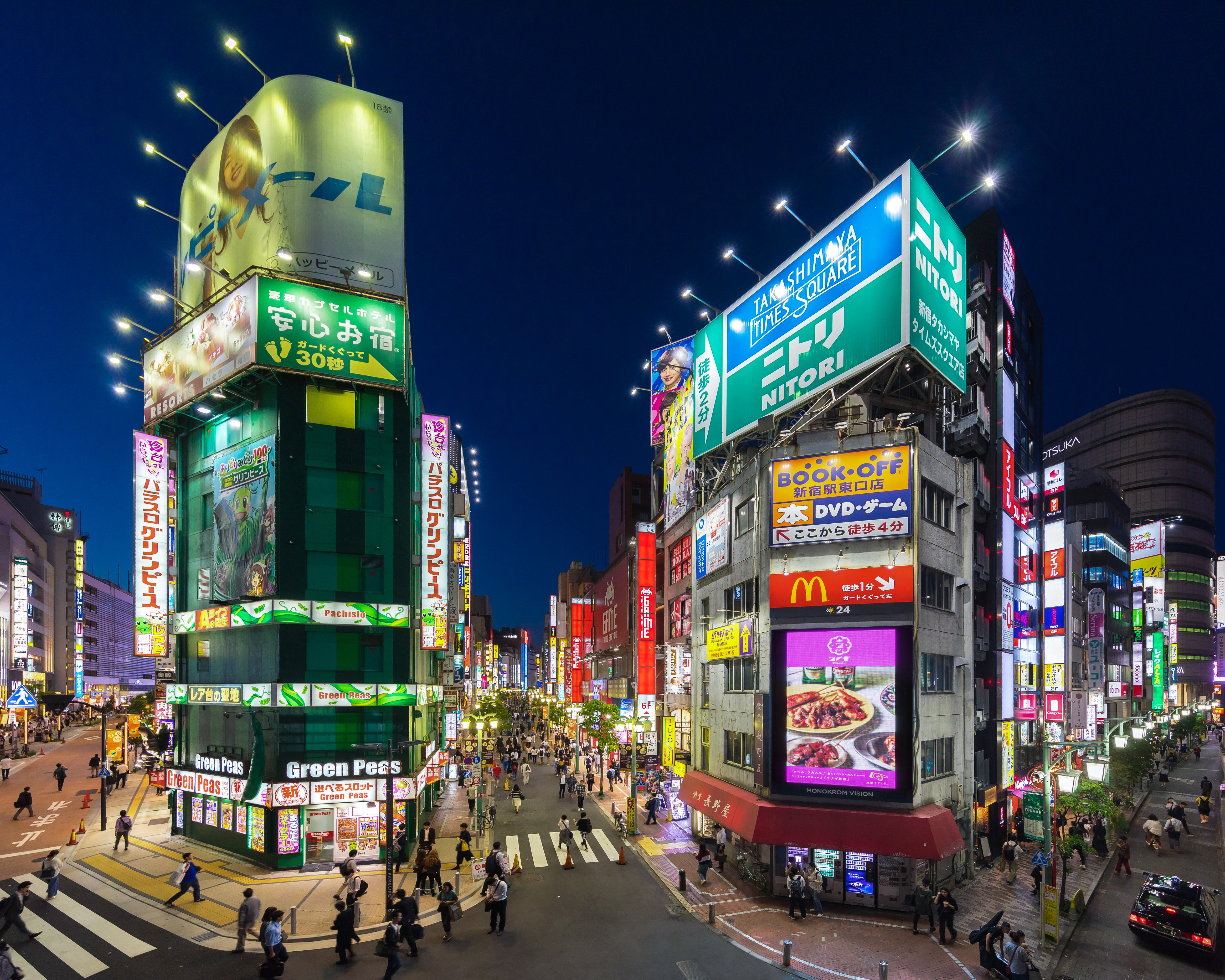
Une rue illuminée d’enseignes néons multicolores à Shinjuku.

Par centre de Tokyo, on peut entendre les 23 arrondissements spéciaux. Dans un sens plus restrictif, l'expression peut désigner les dix arrondissements encerclés par la Yamanote, une importante ligne ferroviaire circulaire : Minato, Shinagawa, Shibuya, Shinjuku, Toshima, Kita, Arakawa, Taitō, Chiyoda et Bunkyō (le seul à n'être pas directement desservi par la ligne). Plus étroitement encore, le centre peut faire référence aux trois arrondissements les plus centraux qui constituent le cœur historique de l'ancienne Edo, à savoir Chūō (dont le nom signifie littéralement « centre » en japonais), Minato (le « port » historique, comme son nom l'indique) et Chiyoda, et les quartiers riverains du fleuve Sumida (Nihonbashi, Kanda, Ueno, Asakusa, Honjo, Fukagawa). Le centre de Tokyo se distingue traditionnellement en deux parties : Yamanote et Shitamachi.
Au sud-ouest, « Yamanote » regroupait à la période d'Edo les demeures de l'aristocratie autour de la résidence des shoguns au château d'Edo et qui correspond aux arrondissements de Shinjuku, Bunkyō, Minato et en partie à ceux de Chiyoda (autour de l'actuel palais impérial, soit le sud de l'arrondissement) et Chūō (« la limite ouest de l'arrondissement »),.
Au nord-est, « Shitamachi » désigne les anciens quartiers populaires et pôle commercial et artisanal du vieux Tokyo, et comprend les quartiers riverains du fleuve Sumida, à savoir ceux de Kanda (nord de Chiyoda), Nihonbashi et Kyōbashi (est de Chūō), Shitaya (actuel quartier d'Ueno) et Asakusa (arrondissement de Taitō), Honjo (ouest de Sumida) et Fukagawa (ouest de Kōtō). Si la distinction sociale et fonctionnelle historique n'existe plus aujourd'hui, les deux termes sont toujours employés dans un sens géographique, voire identitaire pour les habitants des deux parties, pour différencier le nord du sud du centre-ville.
La plupart des monuments historiques de Tokyo se trouvent dans cette zone, notamment dans le quartier d'Asakusa, particulièrement riche en édifices religieux, tels le temple bouddhiste Sensō-ji(dédié au Bodhisattva Kannon, le plus vieux temple de Tokyo, en 645, et ancien temple tutélaire de la dynastie des shoguns Tokugawa ; il fut en partie détruit par les bombardements américains de 1945, mais reconstruit à l'identique : ses portes, appelées Hōzōmon, sont les seuls monuments de la métropole à être classés comme Trésor national, et les sanctuaires shinto d'Asakusa (datant de 1649, il est dédié aux fondateurs du temple ; c'est l'un des plus fréquentés de la ville, et l'un des rares à avoir entièrement survécu au tremblement de terre de 1923 et aux bombardements américains de 1945) et le Kume no Heinai-dō (dédié à Kume no Heinai, samouraï du XVIIe siècle, détruit en 1945, mais reconstruit en 1978).
Les autres principaux monuments historiques de Tokyo sont le château d'Edo et actuel Kōkyo (quelques murailles et douves sont des vestiges de la forteresse originelle du XVe siècle), le Zōjō-ji (temple bouddhiste au bouddha Amida et ancien mausolée principal des shoguns Tokugawa, à Shiba dans l'arrondissement de Minato), la pagode à cinq niveaux du zoo d'Ueno ou encore du Nihonbashi (célèbre pont datant du XVIIe siècle dans le quartier du même nom et l'arrondissement de Chūō, il marquait le point de départ du Tōkaidō, principale route reliant Edo à Kyoto, et sert toujours aujourd'hui de point 0 au kilométrage des routes japonaises).

### Métropole de Tokyo
La Métropole de Tokyo (東京都, Tōkyō-to) comprend :

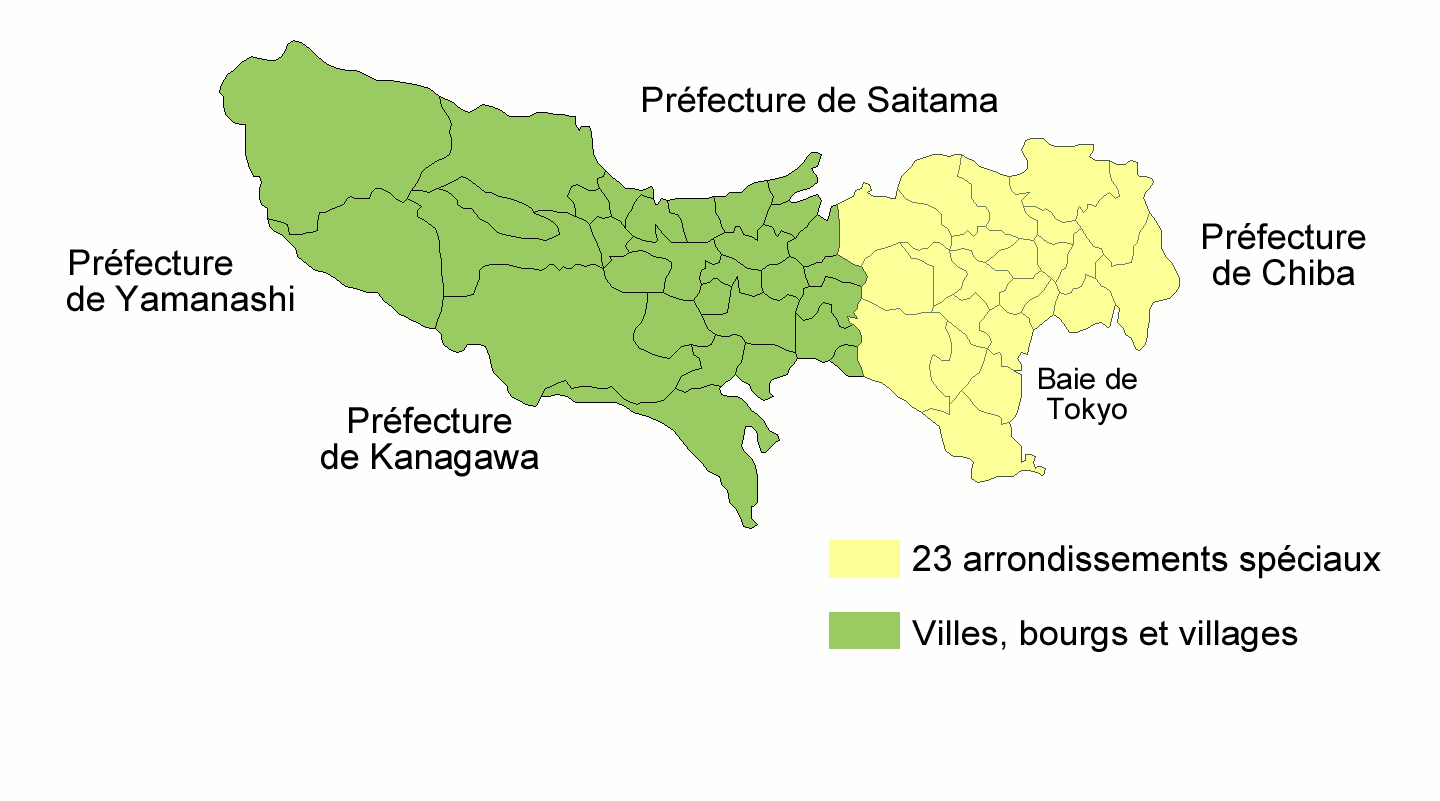
Carte de la Métropole de Tokyo (hors îles du Pacifique).

- les 23 arrondissements spéciaux, qui constituent sa moitié est ;
- d'autres collectivités à l'ouest, à savoir :
  - 26 villes,
  - le district rural de Nishitama qui comprend trois bourgs et un village ;
- quatre sous-préfectures dans les îles du Pacifique des archipels d'Izu et des îles d’Ogasawara, elles-mêmes subdivisées en deux bourgs et sept villages, non réunis en districts.

Elle ne se superpose pas à l'agglomération de Tokyo : elle comprend des zones rurales, dans les collines de Tama à l'ouest, alors que l'agglomération s'étend largement dans des préfectures voisines. De plus elle exerce sa juridiction sur des territoires assez éparpillés par le biais des îles du Pacifique.

### Agglomération de Tokyo

Une photo satellite de Tokyo en 2018 prise par l'ESA Sentinel-2

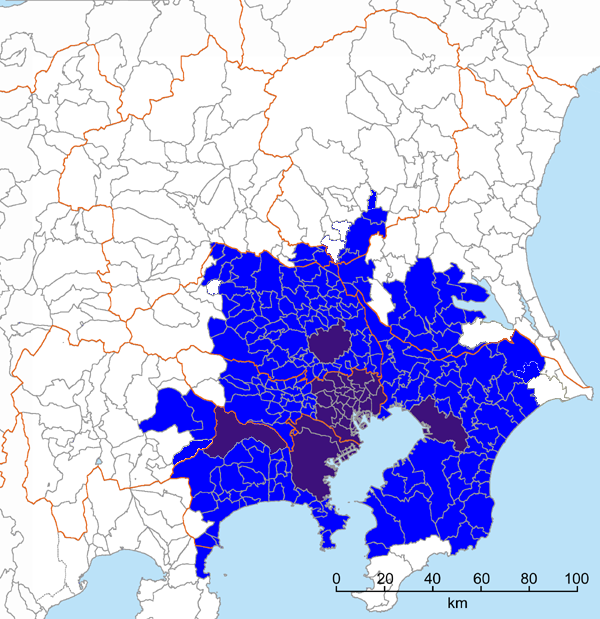
La Grande Aire métropolitaine du Kantō.

Les autorités japonaises ont plusieurs manières de désigner l'agglomération de Tokyo:
- « Une Métropole, Trois Préfectures »[l 3], plus géographique que statistique, elle comprend la Métropole de Tokyo et les trois préfectures voisines que sont Chiba, Kanagawa et Saitama, soit la moitié-sud du Kantō. Il s'agit de la définition la plus utilisée même si elle est incomplète, puisqu'elle comprend à sa périphérie des zones rurales, surtout dans la moitié-est de la préfecture de Chiba, tandis que des banlieues de la capitale japonaise sont présentes dans d'autres préfectures ;
- la « Grande Aire métropolitaine du Kantō »[l 4], qui est une des deux définitions officielles utilisées par le Bureau des Statistiques du Japon, et qui se rapproche de la définition française d'une aire urbaine : il s'agit de l'ensemble des communes où au moins 1,5 % de la population âgée de 15 ans ou plus se déplace quotidiennement par un mouvement pendulaire vers une des quatre villes désignées de la région (Yokohama, Kawasaki, Chiba et Saitama) ou vers l'un des arrondissements spéciaux de Tokyo. Au recensement de 2000, elle comptait 34,6 millions d'habitants ;
- les « Aires kilométriques de Tokyo »[l 5] est une autre définition utilisée par le Bureau des Statistiques, quoique moins répandue car moins fiable. Il s'agit des municipalités comprises en totalité ou partiellement dans des cercles concentriques de rayon croissant par paliers de 10 km, jusqu'à un rayon maximum de 70 km, par rapport à l'ancien siège du gouvernement métropolitain de Tokyo à Chiyoda. Les recensements de population établissent pour Tokyo deux chiffres : celui des 70 km de rayon, appelée Aire des 70 km de Tokyo[l 6] qui est la donnée la plus large censée s'approcher le plus d'un Grand Tokyo sur un plan presque géométrique, et celui du rayon des 50 km de rayon, appelée Aire des 50 km de Tokyo[l 7] ou encore « Aire métropolitaine majeure de Tokyo »[l 8],[22]. Cette donnée ne comprend donc pas les nouvelles zones périurbaines qui s'étendent au-delà en doigt de gant le long des principaux axes de communication, et inclut de même de nombreuses zones entièrement rurales. Elle constituait un ensemble de 31,714 millions d'habitants (pour le rayon de 50 km) en 2005[23] (30 724 311 en 2000) et de 34,394 millions (pour le rayon de 70 km) en 2000 ;
- la « Grande Zone d'emploi métropolitaine de Tokyo »[l 9], proche de la « Grande Aire métropolitaine du Kantō » à ceci près qu'elle définit l'aire urbaine des arrondissements de Tokyo et non plus des autres centres urbains de la conurbation du Kantō, cette définition est celle développée et utilisée par le Centre des services des informations spatiales de l'université de Tokyo. Elle comptait 31,7 millions d'habitants en 2000 ;
- la « Région capitale nationale »[l 10], définition plus politique et administrative que statistique, définie par la loi de planification de la Région capitale nationale de 1956, et qui officiellement regroupe l'ensemble des sept préfectures du Kantō (Chiba, Gunma, Ibaraki, Kanagawa, Saitama, Tochigi et Tokyo) ainsi que la préfecture de Yamanashi, soit bien au-delà de la réelle agglomération tokyoïte, il s'agit légalement de tout l'espace pouvant accueillir des institutions nationales (même si, dans les faits, elles sont toutes concentrées dans les arrondissements spéciaux de Tokyo). Toutefois, le terme de Shuto-ken est plus généralement employé, dans un cadre officieux, pour désigner le Grand Tokyo.

Au sens de l'ONU, l'aire urbaine de Tokyo-Yokohama, proche de la « Grande Aire métropolitaine du Kantō » définie par le Bureau des statistiques japonais, est la plus peuplée du monde. Elle comprend la majeure partie des préfectures Chiba, Kanagawa, Saitama, et quelques parties d'autres préfectures. Elle compte en 2007 35,676 millions d'habitants répartis sur un espace bâti continu (le second au monde après celui du Grand New York) de 7 835 km2, soit approximativement 4 553 hab./km2, et plus du quart de la population totale du Japon (27,9 %) résidant sur un peu plus de 2 % du territoire national.
Enfin, dans un sens statistique plus large, l'aire métropolitaine de Tokyo, en suivant la définition utilisée pour délimiter celle de New York, englobe la quasi-totalité des préfectures de Chiba, Kanagawa et Saitama, mais également des régions environnantes moins urbanisées, soit des parties des préfectures de Gunma, Tochigi et Ibaraki au nord et de la péninsule d'Izu, dans la préfecture de Shizuoka, au sud-ouest. Elle compte alors une population estimée en février 2008 à 39,2 millions d'habitants et s'étend sur plus de 16 400 km2. Cette région urbaine a une densité de population d'environ 2 400 hab./km2.
Elle constitue l'hypercentre et la limite est de la Taiheiyō Belt, la mégalopole japonaise qui s'étend sur 1 200 km de Tokyo au nord-est à Fukuoka au sud-ouest, en passant par le triangle Osaka-Kobe-Kyoto (la conurbation Keihanshin) et en suivant toute la côte sud d'Honshū et s'étendant au nord de Kyūshū, et réunit approximativement 83 millions de personnes.

## Histoire

### Origines

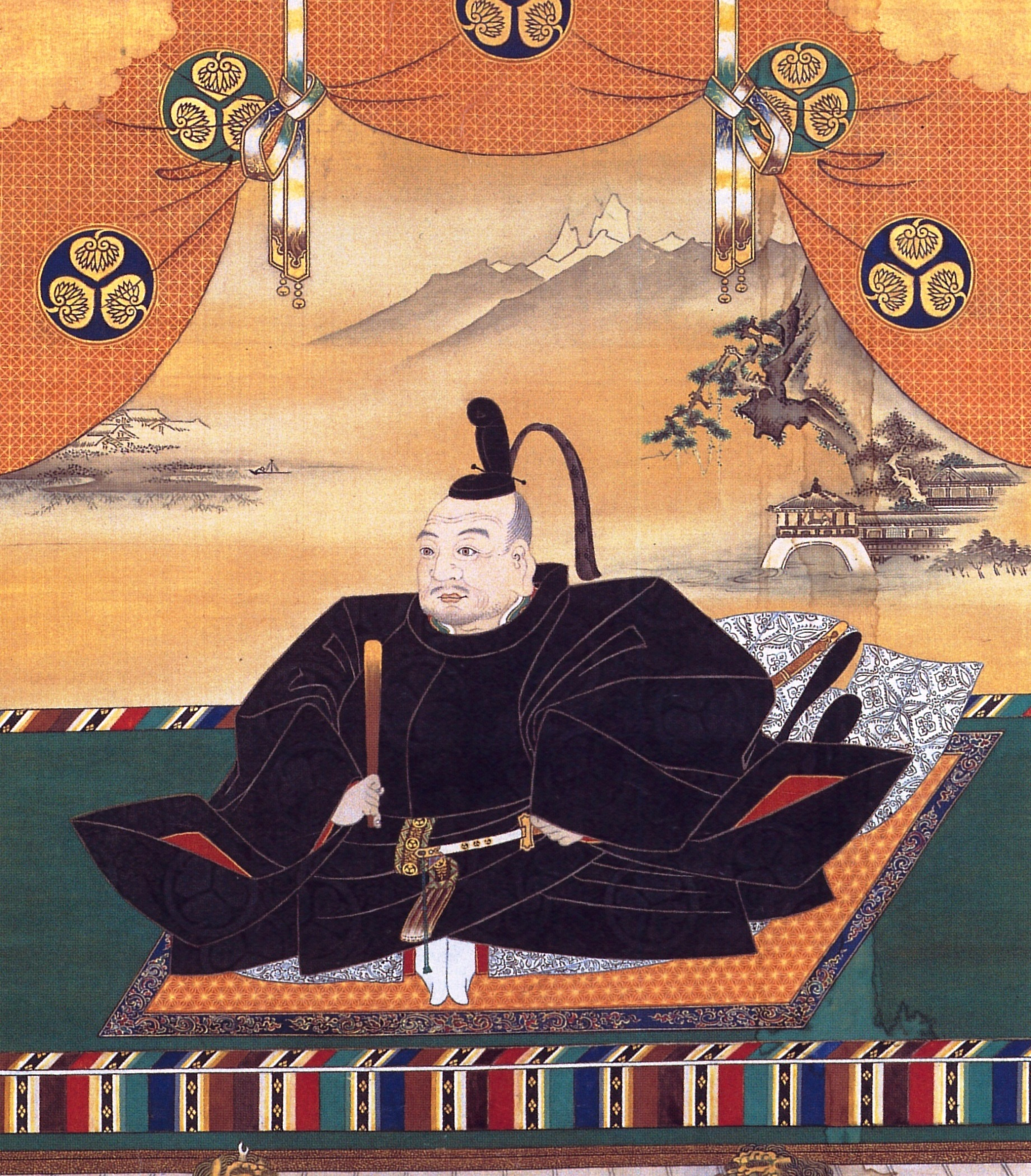
Tokugawa Ieyasu, premier shogun de la dynastie Tokugawa, qui prit Edo pour capitale.

Au temps féodal, l'actuelle préfecture de Tokyo faisait partie de la province de Musashi, et plus précisément, à la période Sengoku, du domaine du clan Go-Hōjō. Après la défaite de ce clan face à Hideyoshi Toyotomi en 1590, ce dernier offre les neuf provinces de la région du Kantō à Ieyasu Tokugawa, fondateur de la dynastie shogunale des Tokugawa, qui choisit alors le village d'Edo, centré autour d'un château construit en 1457, pour servir de capitale à son domaine.

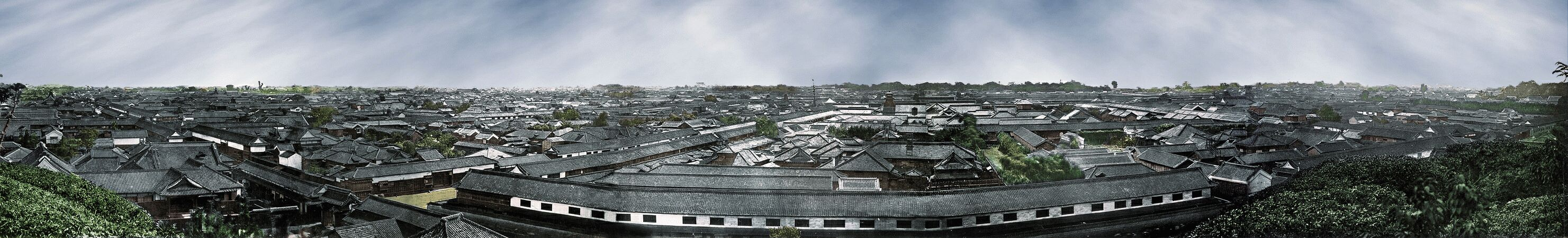
Panorama d'Edo en 1865.

Ieyasu devient shogun après la bataille de Sekigahara (1600) et Edo devient de fait le centre politique du Japon, ouvrant ainsi ce que les historiens appellent l'ère d'Edo (1603-1867), et cela même si officiellement Kyoto reste la capitale comme lieu de résidence des empereurs.
L'afflux des samouraïs et des bâtisseurs à Edo amène le développement des étuves, où des yuna (« filles de bain ») offrent de laver les clients, mais peuvent aussi leur procurer repas et relations sexuelles. Pour en reprendre le contrôle, le gouvernement shogunal décide d'y dédier le quartier de Yoshiwara (« plaine des roseaux », puis « plaine du bonheur »), qui devient le quartier de plaisirs le plus important du Japon, et d'interdire l'année suivante la prostitution dans le reste de la ville.
Tous les daimyos avaient une résidence à Edo où devaient demeurer en permanence leur épouse et leur fils héritier (système dit du sankin kōtai). La ville regroupe bientôt une population importante et dense, et ce malgré le grand incendie de Meireki de 1657 qui détruisit une grande partie de la ville (dont entièrement Yoshiwara, ce qui accélère son transfert plus au nord) et tua près de 100 000 personnes. Edo compte ainsi au XVIIIe siècle près d'un million d'habitants sur une population totale de trente millions pour tout le Japon.

### Le développement
En juillet 1868, à la suite de la « révolution Meiji », l'empereur Mutsuhito choisit Edo comme nouveau lieu de résidence et la ville est renommée Tōkyō, « la capitale de l’est ».
En 1868, la préfecture de Tokyo  est fondée en regroupant la zone urbaine (divisée en 15 arrondissements en 1877)[réf. souhaitée] et les environs (6 districts), et en 1889 les 15 arrondissements forment la « ville de Tokyo »,. En 1932, 5 des 6 districts sont réunis à la commune de Tokyo qui compte désormais 35 arrondissements.
En 1943, la préfecture et la ville de Tokyo fusionnent et la métropole de Tokyo (Tōkyō-to) est créée. La commune de Tokyo n'existe donc plus, et ses arrondissements sont réorganisés en 1947 pour former les actuels 23 arrondissements spéciaux, devenant des municipalités distinctes. La métropole de Tokyo constitue une préfecture au statut particulier étant donné sa fonction de capitale.

### Désastres et nouvel essor
La préfecture a été durement éprouvée dans la première moitié du XXe siècle tout d'abord par le tremblement de terre de Kantō de 1923 (faisant 142 807 morts et disparus), puis par les nombreux bombardements subis durant la Seconde Guerre mondiale (plus de 100 000 morts). Une grande partie de la ville fut détruite au cours de ces deux catastrophes, entraînant à chaque fois la nécessité d'importants travaux de reconstruction. Ceci explique que, tout en ayant conservé un certain nombre de monuments historiques anciens, l'essentiel de la ville a développé une architecture particulièrement moderne.
Dans la nuit du 9 au 10 mars 1945, l'armée américaine déverse un déluge de bombes explosives et incendiaires - notamment des M-69 - sur le nord et l'est de la capitale japonaise, détruisant un tiers de la ville et tuant 95 000 personnes. Entre 1946 et 1948, Tokyo a été le siège du Tribunal militaire international pour l'Extrême-Orient, plus connu sous le nom de Tribunal de Tokyo, chargé de juger les plus grands criminels de guerre japonais.
Les Jeux olympiques d'été de 1964 ont eu lieu à Tokyo, ce qui a été l'occasion de la construction de nombreuses infrastructures (notamment des autoroutes et moyens de transport). Par la suite, la métropole connaît une croissance phénoménale durant le boom économique du Japon pendant les années 1960 (10 % de croissance économique en moyenne par an), années 1970 (5 % de croissance) et 1980 (4 %), l'aire urbaine, la plus importante du monde pour ce qui est du nombre d'habitants, dépassant aujourd'hui largement les frontières de la préfecture et englobant totalement les préfectures voisines de Kanagawa, Saitama et en partie celle de Chiba.
En 1995, une attaque terroriste au gaz sarin par la secte Aum dans le métro de Tokyo fait douze morts et 5 500 blessés.
La ville est pour la deuxième fois hôte olympique avec les Jeux olympiques d'été de 2020 (qui ont finalement lieu en 2021 en raison de la pandémie de Covid-19).

## Politique et administration

Adopté en juin 1989, le symbole officiel de Tokyo est une feuille de Ginkgo biloba verte en forme de T pour Tokyo. En signe de croissance, prospérité, charme et tranquillité.

La métropole de Tokyo forme une préfecture à statut spécial, jouissant d'une plus grande autonomie que les autres, en combinant notamment l'ensemble des compétences dévolues à l'échelon préfectoral (en matière de transport, d'éducation, d'infrastructures, de sécurité) avec des prérogatives généralement détenues par les communes. C'est le cas tout particulièrement sur le territoire des 23 arrondissements où elle gère à leur place et de manière uniforme les compétences normalement municipales de traitement des eaux usées, de l'approvisionnement en eau et de la lutte contre le feu (elles sont d'ailleurs en général exercées par l'échelon préfectoral sur l'essentiel du territoire métropolitain, à l'exception de certaines communes, mais via des accords de partenariat entre ces dernières et la métropole alors qu'elles sont tout simplement retirées du champ de compétence des arrondissements). Elle perçoit donc de fait la fiscalité locale liée à ces compétences, tels que l'impôt communal sur les sociétés ou la taxe sur les actifs fixes, et en répartit une portion via une clé de répartition entre les arrondissements en fonction des charges administratives exercées par ces derniers.

### Gouvernement

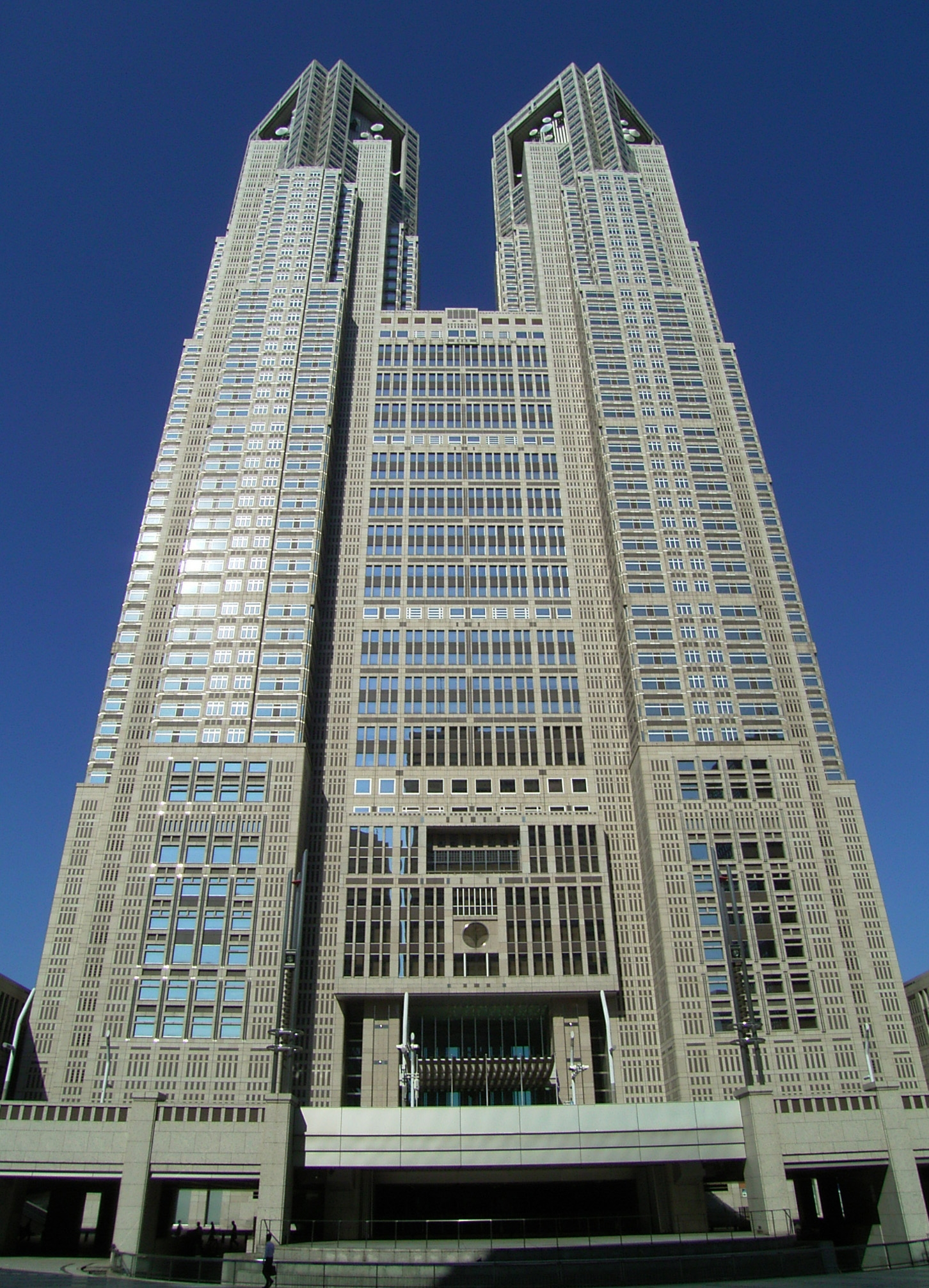
Le siège du gouvernement métropolitain de Tokyo et ses tours jumelles, par Kenzō Tange.

L'exécutif de la métropole est assuré, comme dans toutes les autres préfectures, par un gouverneur élu au suffrage universel direct pour un mandat de quatre ans. Il nomme pour le seconder et le suppléer dans la direction de l'administration préfectorale trois vice-gouverneurs (quatre jusqu'en juin 2009). Le gouvernement de la métropole comprend un certain nombre de bureaux spécialisés par domaine de compétences (finances, fiscalité, culture et sport, développement urbain, santé publique, entre autres), à quoi s'ajoute le département des sapeurs pompiers et les bureaux chargés de gérer les entreprises de services publics préfectoraux (pour les transports, l'approvisionnement en eau et le traitement des eaux usées).
À côté de cela, il existe un certain nombre de commissions autonomes dans leur fonctionnement, comprenant des spécialistes et des personnes de la société civile. Elles sont supervisées par le gouverneur, qui nomme leurs directeurs et tout ou partie de leurs membres, avec approbation de l'assemblée métropolitaine. Elles sont chargées d'encadrer les prérogatives préfectorales nécessitant, selon le système politique japonais, une certaine neutralité : l'éducation, le contrôle des procédures électorales à l'échelon municipal, la gestion du personnel et les relations du travail, les inspecteurs des audits, les expropriations et le contrôle des actions des forces du Département de la Police métropolitaine de Tokyo.
Le siège du gouvernement métropolitain de Tokyo (improprement appelé « mairie », car cela devrait désigner les sièges administratifs des municipalités), double bâtiment de cinquante étages, dessiné par Kenzō Tange, se trouve dans le quartier de Shinjuku. Il abrite les bureaux du gouverneur et de l'administration, ainsi que l'assemblée.
Le législatif dépend quant à lui de l'Assemblée métropolitaine, composée de 127 conseillers élus eux aussi au suffrage universel direct majoritaire plurinominal (les votes ayant lieu au niveau de circonscriptions électorales qui, en fonction de leur population, envoient chacune plusieurs représentants élus selon le système à vote unique non transférable) pour un mandat de quatre ans mais indépendamment de l'élection du gouverneur. Elle prépare, vote ou au contraire abolit les ordonnances locales, établit le budget de la préfecture, approuve les comptes et contrôle les activités des organismes préfectoraux par le biais de l'audit ou du vote de confirmation des nominations par le gouverneur des vice-gouverneurs, des directeurs de bureaux et des membres des commissions administratives. Elle peut voter contre le gouverneur une motion de censure à la majorité des trois quarts, sur un quorum de présence d'au moins deux tiers de la totalité des membres de l'assemblée. Il peut toutefois se maintenir en place s'il dissout l'Assemblée dans une période de 10 jours après le vote de la motion, et si la chambre locale nouvellement élue ne confirme pas la défiance envers l'exécutif.

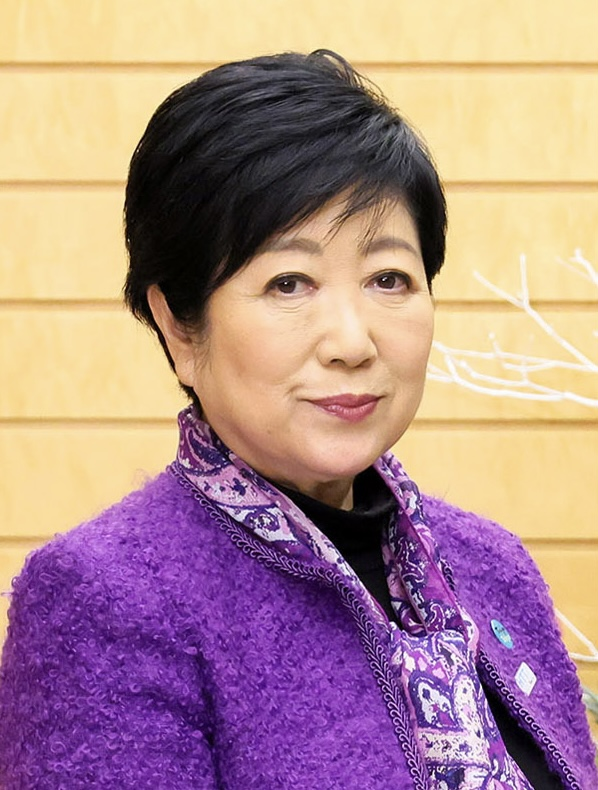
Yuriko Koike, 9e gouverneur de Tokyo depuis juillet 2016.

Les citoyens de la préfecture ont également un pouvoir de désaveu sur leur gouverneur : ainsi une demande de destitution, signée par au moins un tiers des citoyens inscrits sur les listes électorales de la préfecture, est déposée auprès de la commission électorale. Si celle-ci juge cette requête valide, elle est soumise à l'ensemble de l'électorat tokyoïte par un référendum de destitution. Si elle est votée à la majorité absolue des suffrages exprimés, le gouverneur est obligé de démissionner. Une procédure similaire d'initiative populaire existe pour l'adoption ou l'abolition d'une ordonnance, la dissolution de l'Assemblée préfectorale ou la destitution des conseillers préfectoraux.
Yuriko Koike est gouverneure de Tokyo depuis le 31 juillet suivant, en obtenant 46,7 % des suffrages lors des élections. Elle est la première femme à accéder à cette fonction. Elle s'est présentée sous l’étiquette « indépendant » face au candidat du PLD, bien qu'affiliée à ce parti. En décembre 2016, le Kōmeitō abandonne localement le PLD pour rejoindre le groupe de Yuriko Koike au sein de l’Assemblée métropolitaine de Tokyo, tout en faisant toujours partie de la coalition du PLD à la Diète du Japon.

### Subdivisions

Carte des municipalités de Tokyo :
• en violet, les arrondissements spéciaux ;
• en rose, les villes ;
• en jaune, les bourgs ;
• en vert, les villages.

La préfecture est divisée en 23 arrondissements spéciaux à l’est, en villes (市, shi) au centre et en un district rural à l'ouest de la préfecture. Les îles de l'archipel d'Izu et les îles d'Ogasawara dans l'océan Pacifique, qui font aussi partie de la préfecture de Tokyo, sont divisées en sous-préfectures.

#### Sur l'île principale de Honshū
La partie principale de la préfecture sur l’ile de Honshū compte 58 municipalités, dont les 23 arrondissements spéciaux et 26 villes, ainsi que les quatre communes rurales (trois bourgs et un village) du seul district de Tokyo.

##### Arrondissements spéciaux

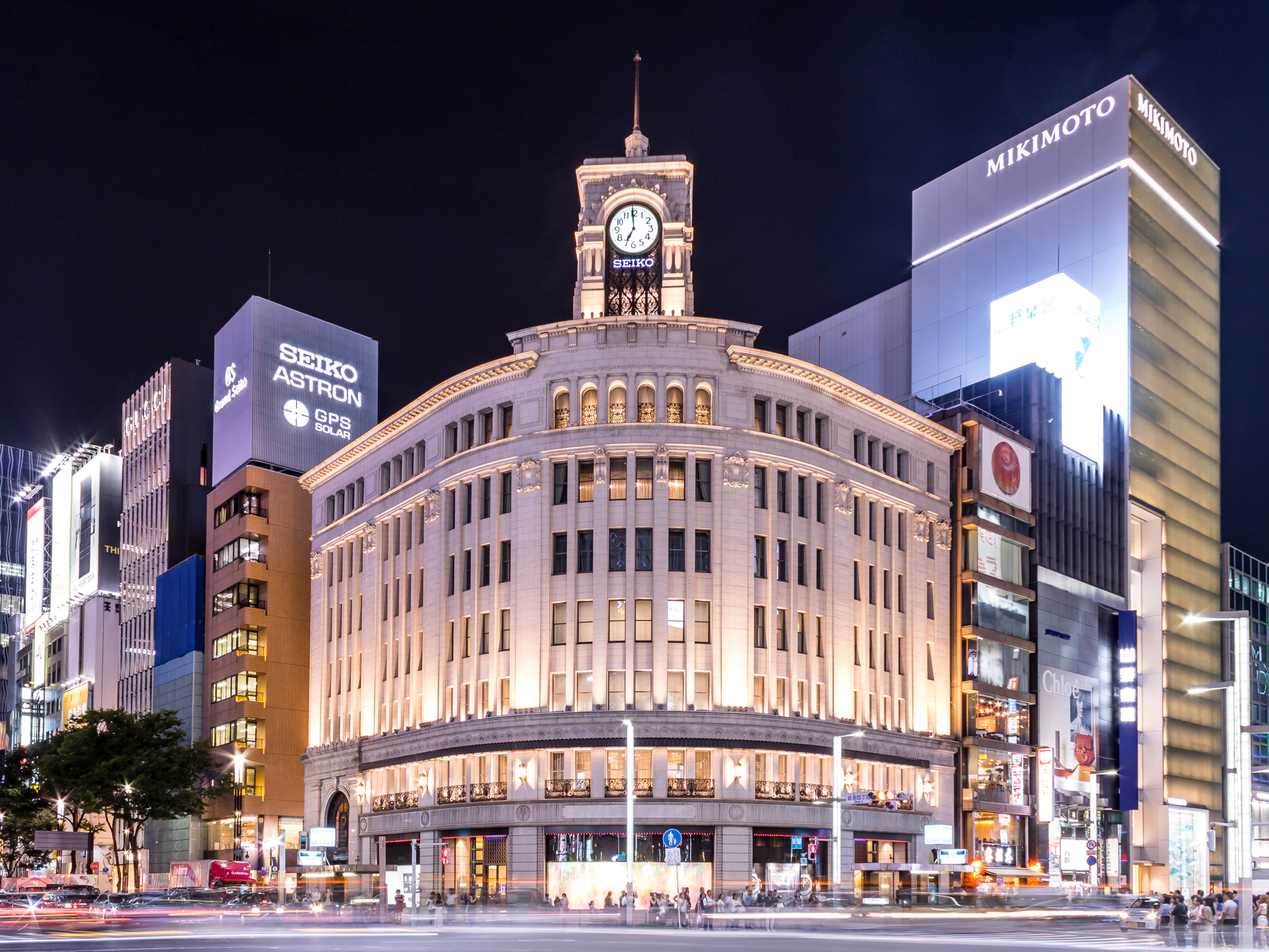
Le quartier de Ginza, à Chūō, la nuit

Les 23 arrondissements spéciaux dans la préfecture de Tokyo sont des municipalités à part entière contrairement aux arrondissements d’autres villes du Japon. Ces arrondissements étaient des arrondissements normaux de l’ancienne « ville de Tokyo » jusqu'en 1943. À cette date, la ville de Tokyo a été dissoute et les arrondissements sont devenus des municipalités indépendantes. Ils ont un statut similaire aux villes à ceci près que certaines prérogatives qu'exerceraient normalement ces dernières relèvent pour les arrondissements de la métropole de Tokyo (comme les services de sapeurs pompiers). Ils sont différenciés des autres municipalités par leur suffixe ku. Les 23 arrondissements spéciaux forment ce qui est communément appelé la « ville de Tokyo », bien que celle-ci, du point de vue administratif, n’existe plus.
Liste des 23 arrondissements spéciaux de la préfecture de Tokyo.
- Adachi
- Arakawa
- Bunkyō
- Chiyoda
- Chūō
- Edogawa
- Itabashi
- Katsushika
- Kita
- Kōtō
- Meguro
- Minato
- Nakano
- Nerima
- Ōta
- Setagaya
- Shibuya
- Shinagawa
- Shinjuku
- Suginami
- Sumida
- Toshima
- Taitō

##### Villes

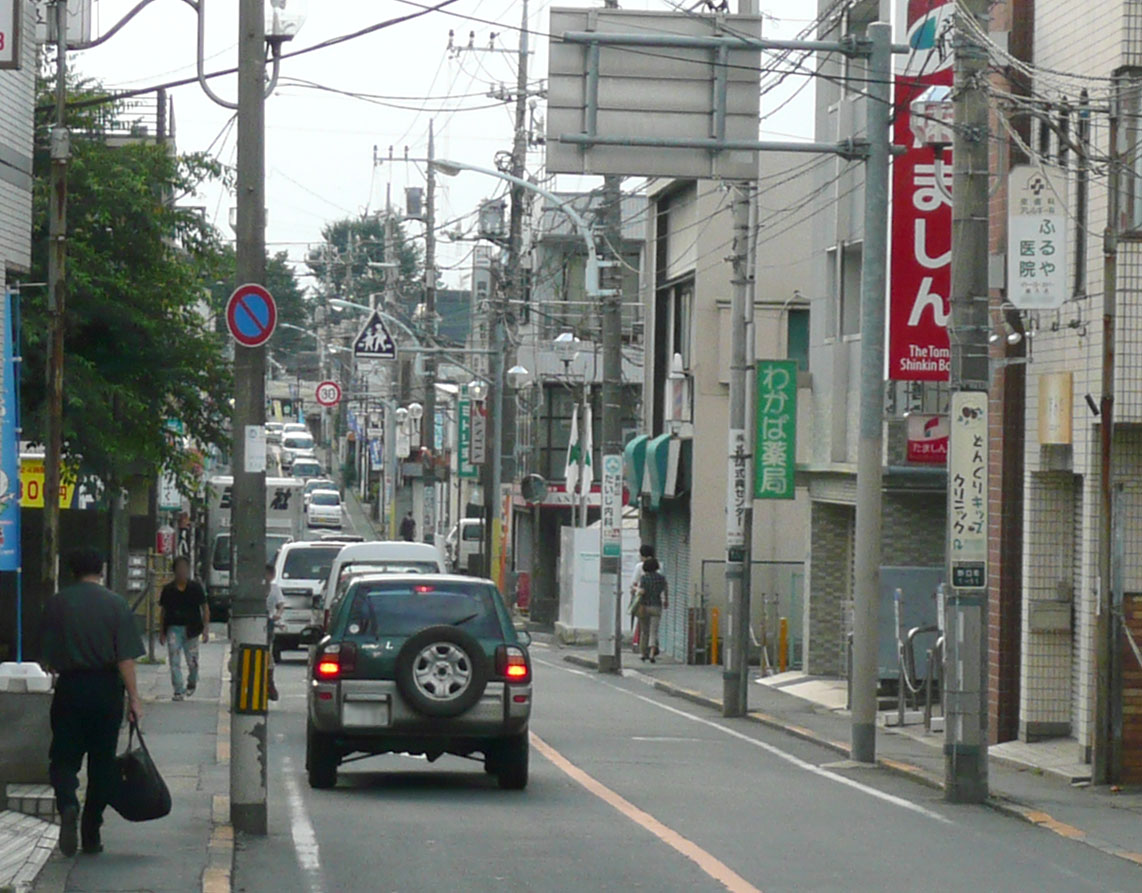
Quartier d'Higashimurayama.

L'essentiel de la partie centrale et occidentale de la préfecture, en dehors de l’ancienne ville de Tokyo, est subdivisée en 26 villes qui, contrairement aux bourgs ou aux villages, ne sont pas regroupées en districts et sont donc des subdivisions directes de la préfecture. Nombre d’entre elles résultent de la fusion de plusieurs anciens bourgs, villages ou villes.
Liste des 26 villes de la préfecture de Tokyo :
- Akiruno
- Akishima
- Chōfu
- Fuchū
- Fussa
- Hachiōji
- Hamura
- Higashikurume
- Higashimurayama
- Higashiyamato
- Hino
- Inagi
- Kiyose
- Kodaira
- Koganei
- Kokubunji
- Komae
- Kunitachi
- Machida
- Mitaka
- Musashimurayama
- Musashino
- Nishitōkyō
- Oume
- Tachikawa
- Tama

##### Districts

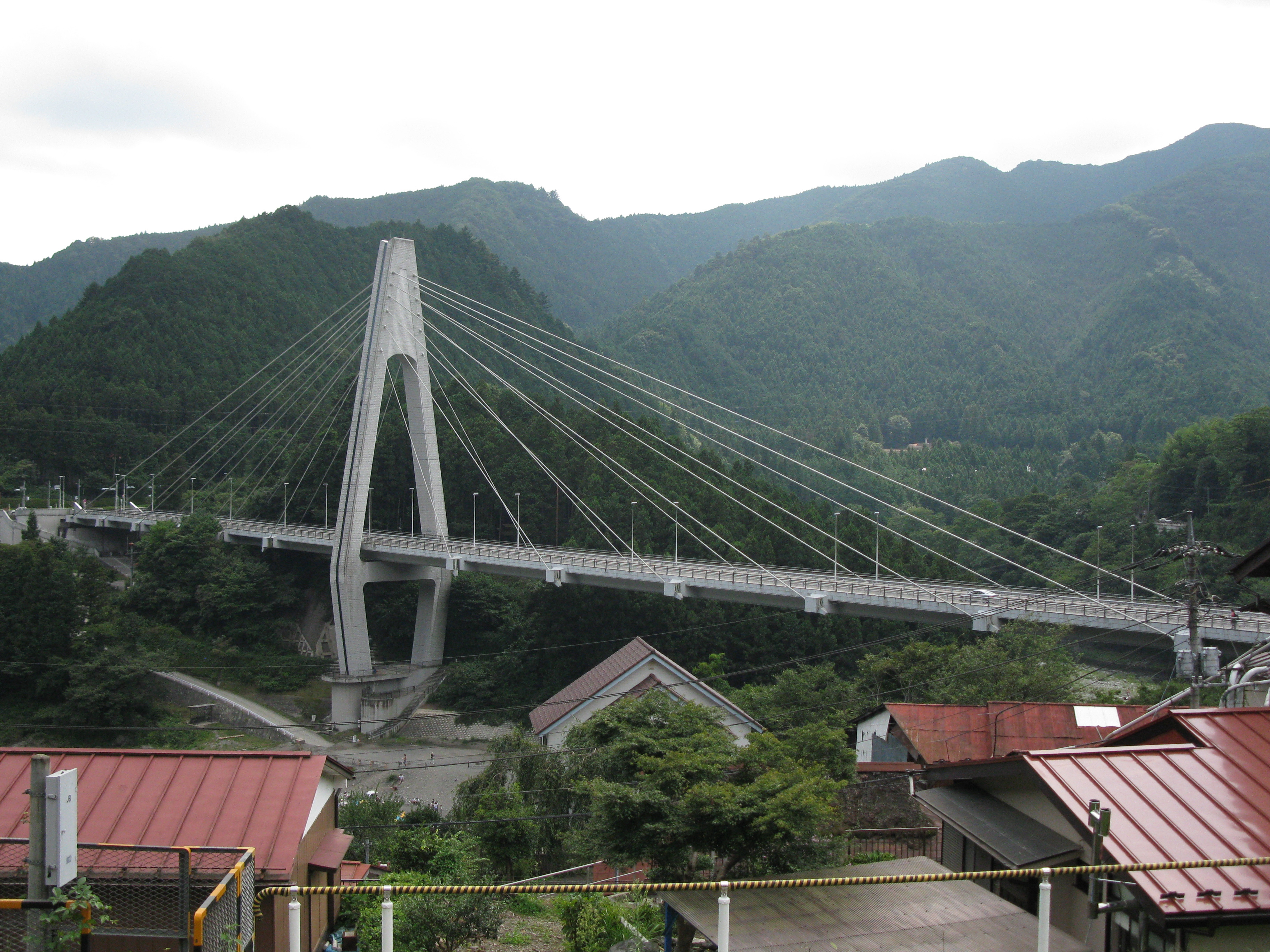
Le pont et le bourg d'Okutama.

Il ne subsiste qu’un seul district rural, celui de Nishitama, regroupant trois bourgs : Hinode, Mizuho et Okutama, et un unique village : Hinohara. Tous les autres districts ou municipalités plus importantes ont été promus au rang de villes séparées, par fusion ou par changement de statut.

#### Sous-préfectures (uniquement dans les îles du Pacifique)

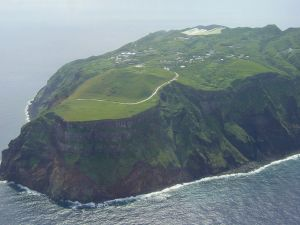
L'île et le village d'Aogashima.

Sur l’île principale de Honshū, toutes les municipalités (villes, arrondissements spéciaux et les quelques autres communes groupées en district) sont rattachées directement à la préfecture. En raison de leur éloignement de la métropole, les îles du Pacifique qui font partie de la préfecture de Tokyo sont d’abord rattachées à un niveau intermédiaire dans quatre sous-préfectures, non subdivisées en districts et gérées administrativement par le bureau des Affaires générales du gouvernement de la métropole. Elles permettent ainsi de relayer dans ces espaces reculés certains services publics et démarches administratives.
Ces 4 sous-préfectures comptent neuf municipalités (toutes des bourgs ou villages), portant chacune le nom de l’île principale constituant son territoire.
Liste des sous-préfectures, des îles de l'archipel d'Izu et des îles d’Ogasawara, et de leurs bourgs ou villages.
Sous-préfecture de Hachijō
- Aogashima
- Hachijō

Sous-préfecture de Miyake
- Mikurajima
- Miyake

Sous-préfecture d'Ōshima
- Ōshima
- Kōzushima
- Niijima
- Toshima

Sous-préfecture d'Ogasawara
- Ogasawara

## Géographie

### Site
Tokyo est située sur la baie de Tokyo, qui constitue l'ouverture maritime sur l'océan Pacifique de la plus grande plaine du Japon, celle du Kantō, sur la côte est de l'île d'Honshū, à l'embouchure de plusieurs fleuves côtiers : la Tama à l'ouest, la Sumida et l'Arakawa en son cœur, la Naka et l'Edo à l'est. Tokyo se trouve à 29 km au nord de Yokohama, à 259 km à l'est-nord-est de Nagoya, à 397 km à l'est-nord-est d'Osaka, à 1 153 km à l'est de Séoul, en Corée du Sud, à 2 094 km à l'est de Pékin et à 9 715 km au nord-nord-est de Paris.
La préfecture de Tokyo est entourée par la préfecture de Chiba à l'est, celle de Kanagawa au sud-ouest, celle de Yamanashi à l'ouest et celle de Saitama au nord.
Au sud-est se trouve la baie de Tokyo. Le Tama délimite la frontière avec la préfecture de Kanagawa et a une longueur de 138 kilomètres ; sa source se situe dans les collines de Tama, à l’ouest de la préfecture de Tokyo. Le fleuve Sumida délimite les frontières avec les préfectures de Saitama et de Chiba ; il constitue la partie aval du fleuve Ara (ou Arakawa), qui a une longueur de 173 kilomètres.
La préfecture de Tokyo se divise elle-même généralement en trois parties :
- l'extrémité sud de la plaine de Kantō à l'est, recouverte essentiellement par les arrondissements spéciaux et par quelques-unes des villes les plus orientales de la préfecture ;
- les collines de Tama et les monts Okutama à l'ouest, culminant au mont Kumotori à 2 017 m (limite avec les monts Okuchichibu), correspondant à la plupart des villes de la préfecture et au district rural de Nishitama ;
- les îles de l'archipel de Nanpō (au sens large, comprenant les archipels d'Izu pour sa partie nord et d'Ogasawara pour sa partie sud) dans l'océan Pacifique, où se situent les quatre sous-préfectures.

### Climat

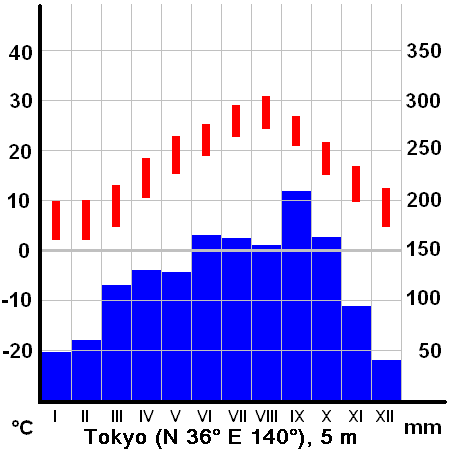
Températures et précipitations (2006).

Tokyo vit sous un régime de climat subtropical humide. La ville bénéficie d’hivers relativement doux, avec peu ou pas de neige (moyenne minimale de 5 à 6 °C en janvier et février). En revanche, les étés sont chauds (régulièrement plus de 32 °C) et surtout très humides. C’est principalement en raison de ces fortes chaleurs qu’une multitude de distributeurs de boissons (jidohanbaiki) sont présents un peu partout dans la ville.
Le record de chaleur à la station d'Ōtemachi est de 39,5 °C (un record de 42,7 °C fut enregistré dans une autre station) et le record de froid est de −9,2 °C.
La baie de Tokyo subit également deux saisons des pluies (tsuyu de début juin à mi-juillet et akisame en septembre et octobre) et peut subir des tempêtes tropicales ou des typhons entre les deux : par exemple le 10 octobre 2004, le typhon Ma-on a fait une dizaine de morts. On a mesuré des vents de 140 km/h et des précipitations importantes (70 mm en une heure). Ce cyclone tropical était le vingt-deuxième de l’aire Asie-Pacifique et le neuvième à frapper directement le Japon depuis juin 2004. La semaine précédente, le typhon Meari avait fait 22 morts et six disparus.
| Mois                                              | jan.      | fév.      | mars      | avril     | mai       | juin      | jui.      | août      | sep.      | oct.      | nov.      | déc.      | année     |
| ------------------------------------------------- | --------- | --------- | --------- | --------- | --------- | --------- | --------- | --------- | --------- | --------- | --------- | --------- | --------- |
| Température minimale moyenne (°C)                 | 1,2       | 2,1       | 5         | 9,8       | 14,6      | 18,5      | 22,4      | 23,5      | 20,3      | 14,8      | 8,8       | 3,8       | 12,1      |
| Température moyenne (°C)                          | 5,4       | 6,1       | 9,4       | 14,3      | 18,8      | 21,9      | 25,7      | 26,9      | 23,3      | 18        | 12,5      | 7,7       | 15,8      |
| Température maximale moyenne (°C)                 | 9,8       | 10,9      | 14,2      | 19,4      | 23,6      | 26,1      | 29,9      | 31,3      | 27,5      | 22        | 16,7      | 12        | 20,3      |
| Record de froid (°C) date du record               | −9,2 1876 | −7,9 1945 | −5,6 1928 | −3,1 1883 | 2,2 1882  | 8,5 1888  | 13 1890   | 15,4 1917 | 10,5 1906 | −0,5 1877 | −3,1 1912 | −6,8 1880 | −9,2 1876 |
| Record de chaleur (°C) date du record             | 22,6 1969 | 24,9 1930 | 25,3 2013 | 29,2 1922 | 32,6 2019 | 36,2 2005 | 39,1 2004 | 39,5 1994 | 38,1 1984 | 32,6 1979 | 27,3 1923 | 24,8 2004 | 39,5 2004 |
| Nombre de jours avec température maximale ≥ 25 °C | 0         | 0         | 0,1       | 1,9       | 12,4      | 19,3      | 27,2      | 29,4      | 22,4      | 5,7       | 0         | 0         | 118,5     |
| Nombre de jours avec température maximale ≥ 30 °C | 0         | 0         | 0         | 0         | 0,6       | 3,6       | 16,8      | 22,6      | 8,2       | 0,3       | 0         | 0         | 52,1      |
| Nombre de jours avec température maximale ≥ 35 °C | 0         | 0         | 0         | 0         | 0         | 0,1       | 1,4       | 3,1       | 0,3       | 0         | 0         | 0         | 4,8       |
| Ensoleillement (h)                                | 192,6     | 170,4     | 175,3     | 178,8     | 179,6     | 124,2     | 151,4     | 174,2     | 126,7     | 129,4     | 149,8     | 174,4     | 1 926,7   |
| Précipitations (mm)                               | 59,7      | 56,5      | 116       | 133,7     | 139,7     | 167,8     | 156,2     | 154,7     | 224,9     | 234,8     | 96,3      | 57,9      | 1 598,2   |
| dont neige (cm)                                   | 4         | 4         | 0         | 0         | 0         | 0         | 0         | 0         | 0         | 0         | 0         | 0         | 8         |
| Nombre de jours avec précipitations               | 5,3       | 6,1       | 10,3      | 10,9      | 11,1      | 12,8      | 12        | 9,4       | 12,3      | 11,8      | 8,2       | 5,8       | 116       |
| Humidité relative (%)                             | 51        | 52        | 57        | 62        | 68        | 75        | 76        | 74        | 75        | 71        | 64        | 56        | 65        |
| Nombre de jours avec neige                        | 0,7       | 0,8       | 0,2       | 0         | 0         | 0         | 0         | 0         | 0         | 0         | 0         | 0,1       | 1,9       |
| Nombre de jours d'orage                           | 0,2       | 0,2       | 0,4       | 0,8       | 1,2       | 1,6       | 2,5       | 3,2       | 2,5       | 1,1       | 0,5       | 0,2       | 14,5      |
| Nombre de jours avec brouillard                   | 0         | 0         | 0         | 0,4       | 0,2       | 0,1       | 0,1       | 0         | 0,1       | 0,1       | 0,4       | 0         | 1,3       |

| Diagramme climatique                                  |             |          |              |               |               |               |               |               |             |             |           |
| J                                                     | F           | M        | A            | M             | J             | J             | A             | S             | O           | N           | D         |
| 9,81,259,7                                            | 10,92,156,5 | 14,25116 | 19,49,8133,7 | 23,614,6139,7 | 26,118,5167,8 | 29,922,4156,2 | 31,323,5154,7 | 27,520,3224,9 | 2214,8234,8 | 16,78,896,3 | 123,857,9 |
| Moyennes : • Temp. maxi et mini °C • Précipitation mm |             |          |              |               |               |               |               |               |             |             |           |

### Sismicité
La région de Tokyo est au carrefour de trois plaques tectoniques (la plaque philippine, la plaque eurasienne, et la plaque nord-américaine), ce qui constitue l'une des zones sismiques les plus actives du monde, la Ceinture de Feu. On recense en moyenne un tremblement de terre ressenti par jour d'après les enregistrements mondiaux des séismes (voir l'agence météorologique du Japon ou l'USGS)[réf. nécessaire]. La quasi-totalité d'entre eux a des conséquences négligeables.
Certains sont en revanche extrêmement violents : le 1er septembre 1923, le grand tremblement de terre de Kantō emporte plus de 140 000 victimes et laisse près de deux millions de personnes sans abri, détruisant une grande partie de la ville. Sa magnitude a été évaluée à 7,9 sur l'échelle de Richter.
Selon le groupe de recherche Team tokyo, les 17 derniers séismes très violents ont frappé tous les 400 ans en moyenne avec une régularité surprenante. Il n'y aurait qu'une probabilité de 0,5 % qu'un tel séisme se produise dans les trente années suivant l'étude. Il y aurait en revanche 30 % de chances qu'un séisme moins violent mais provoquant toutefois d'importants dégâts survienne dans la même période.
Le plus violent séisme survenu à Tokyo ces dernières années a eu lieu en 2005, le 23 juillet à 16 h 30, et s'est déclenché dans sa baie avec une magnitude de 5,9 sur l'échelle ouverte de Richter, engendrant des mouvements de panique, mais ne causant aucune victime et uniquement des dégâts modérés. Ce séisme était le plus puissant ressenti à Tokyo depuis celui de 1992.
Le séisme du 11 mars 2011 sur la côte Pacifique du Tōhoku a été particulièrement brutal sur l'agglomération de Tokyo située à environ 380 km de l'épicentre, avec une intensité atteignant sur l'échelle de Shindo 5+ (secousses majeures) sur la ville de Tokyo et jusqu'à 6- (secousses importantes) au nord de l'agglomération, soit une intensité équivalente à celle d'un séisme de magnitude entre 6,0 et 6,5 sur l'échelle de Richter qui se serait produit sur Tokyo à une faible profondeur. Un toit s'est effondré sur un bâtiment du centre de la capitale où 600 étudiants participaient à une cérémonie de remise de diplômes, faisant de nombreux blessés, et des dizaines d'incendies ont été signalés dans la capitale. C'est la secousse ayant fait le plus de dégâts et de blessés dans la capitale depuis 1923.
Tokyo s'est dotée des dernières avancées technologiques en matière de prévention sismique, à l'image de ces immeubles high-tech reposant sur de gigantesques ressorts d'acier qui absorbent la majeure partie des ondes sismiques, et limitent ainsi considérablement le risque d'effondrement. Il existe à Tokyo des gratte-ciel de plus de 200 mètres de haut. Les ingénieurs affirment qu'ils peuvent faire face aux plus violentes secousses ; toutefois, dans la crainte d'un hypothétique cataclysme, de vastes exercices d'alerte en grandeur nature sont programmés régulièrement. En dépit de ces dispositifs, un séisme de magnitude 7 qui se déclencherait provoquerait d'immenses pertes, tant humaines que matérielles.

### Parcs nationaux
La région de Tokyo comprend trois parcs nationaux : les parcs de Chichibu Tamakai, d'Ogasawara et de Fuji-Hakone-Izu.

### Structure urbaine et architecture
Tokyo s'est développée sans planification publique centralisée. Le plan de la ville est donc très complexe et semble manquer d'unité. Ses rues à l'aspect hétérogène, et sans nom pour la plupart, sont un mélange de constructions ultra modernes et de bicoques sans âge. Tous les arrondissements se décomposent en quartiers qui s'entrecroisent, dotés chacun d'une atmosphère bien spécifique.

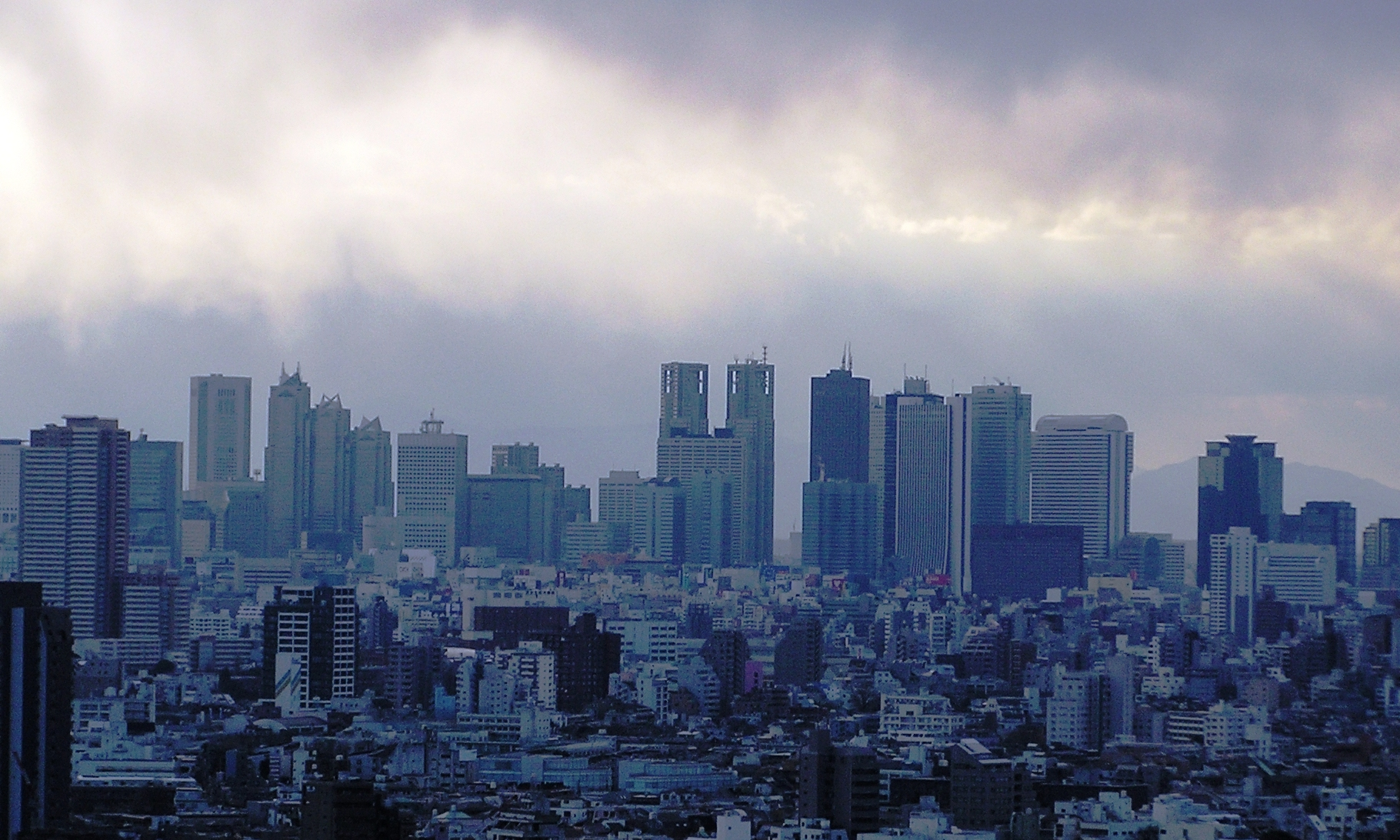
Gratte-ciel de Shinjuku.
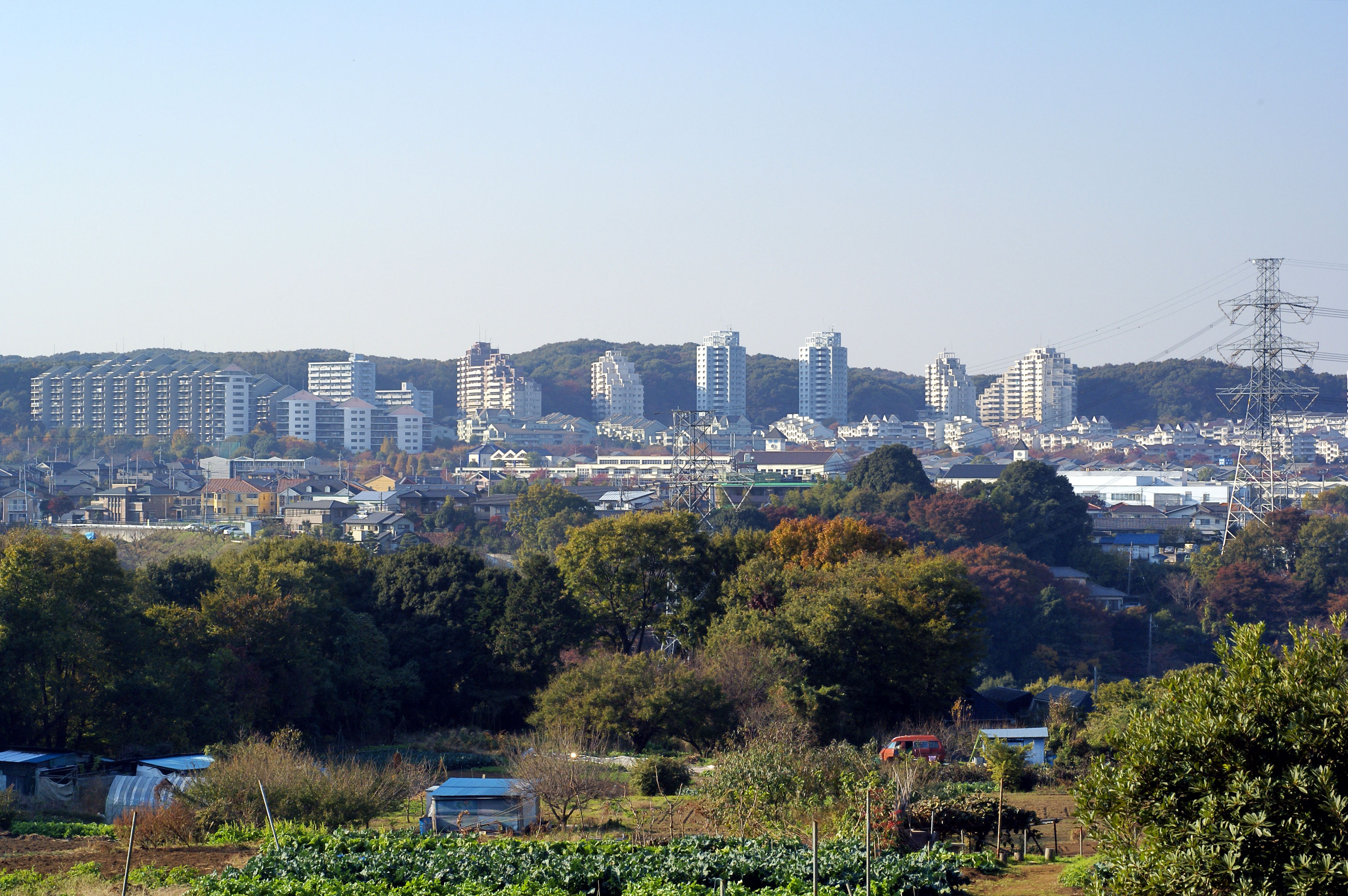
Les tours du quartier de Kōyōdai à Inagi, Tama New Town, emblématique du développement frénétique de l'ouest de la préfecture.
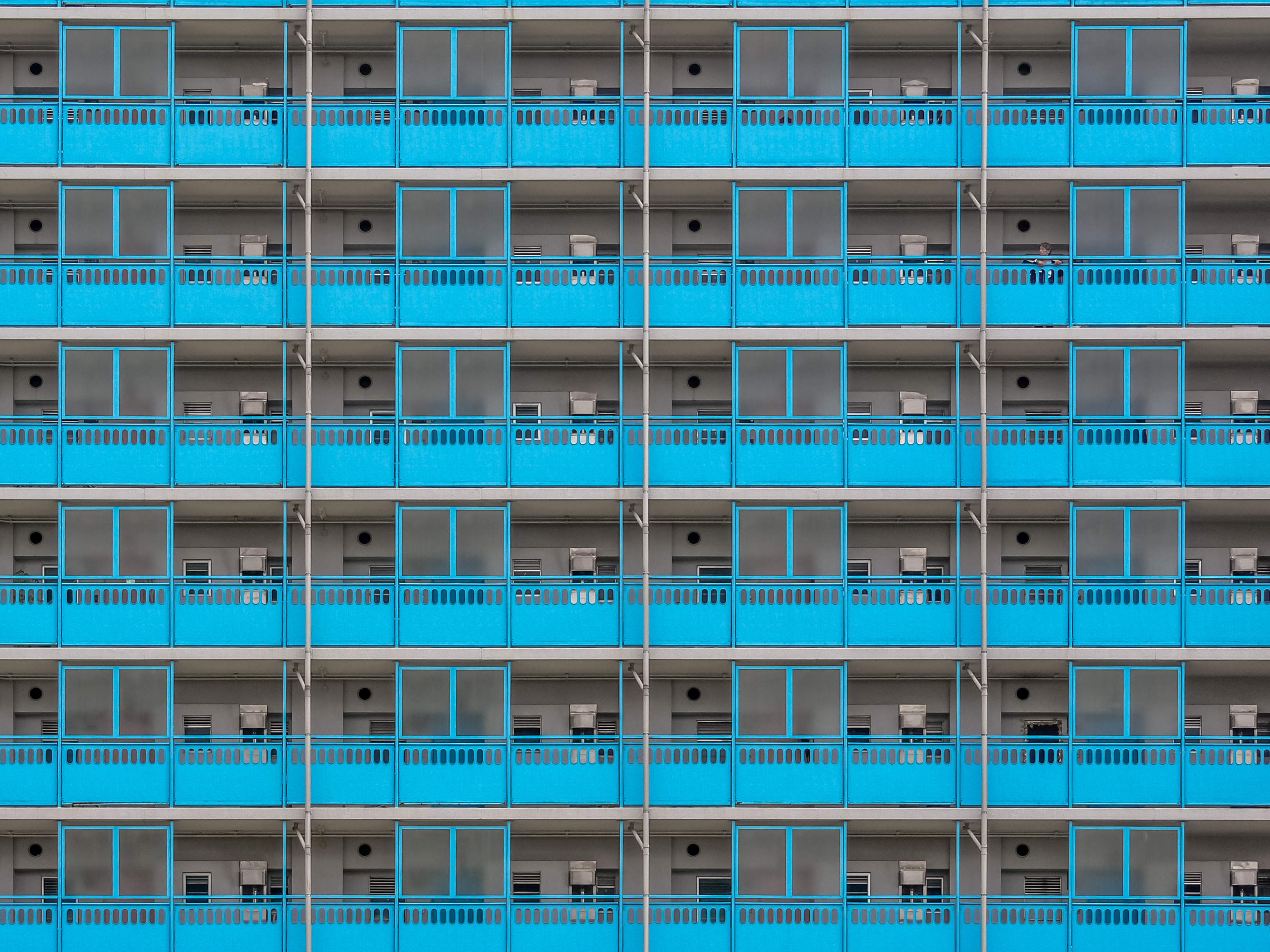
Façade d'immeuble à Tokyo.

La densité humaine est considérable sur près de 65 kilomètres. L'urbanisme de la ville est une synthèse entre le design contemporain et l'héritage historique. Il règne dans cette immense agglomération une impression de désordre où les immeubles de verre et d'acier côtoient les frêles maisons de papier, et où les autoroutes suspendues forment un inextricable lacis d'asphalte. Les quartiers les plus en vogue de Tokyo, densément peuplés et plantés de gratte-ciel, se trouvent dans le cœur névralgique de la ville.
À Tokyo, plus de la moitié des parcelles constructibles font moins de 100 m2. Ceci explique la multiplication, depuis l'an 2000, de « maisons bonsaïs » occupant 50 à 70 m2 au sol. Dans le centre, le manque d’espace est tel que les bâtiments se pressent les uns contre les autres, voire s’emboîtent. Les rues sont pour la plupart étroites, et les parkings en surface ainsi que les terrasses de cafés sont très rares. Les hôtels capsules viennent combler même les parcelles les plus minces, là où il serait impossible de construire autre chose.
Par ailleurs, le système de numérotation des bâtiments de la ville est très particulier : les numéros des immeubles ne se suivent pas par ordre croissant ou décroissant, mais correspondent plutôt à leurs dates de construction.
Tokyo est née de la mer. Le rôle de cette dernière y est donc vital : on y trouve plusieurs des grands ports japonais. Les plaines représentent seulement un tiers des terres émergées de l'archipel. Accaparé le plus souvent par l'exploitation agricole ou sylvicole, l'espace devient un enjeu crucial : le seul recours envisagé a été de gagner des terres sur la mer avec la création de terre-pleins littoraux.
Il reste très peu de bâtiments anciens à Tokyo à cause de leur destruction par le tremblement de terre du 1er septembre 1923 et des bombardements américains de la Seconde Guerre mondiale. Les quelques monuments historiques préexistants ont pour beaucoup été reconstruits à l'identique après ces deux catastrophes. Ce même tremblement de terre a été à l'origine d'une limitation de la hauteur des bâtiments à 31 m entre 1931 et 1962.
Que Tokyo, la capitale la plus peuplée du monde, ne soit pas depuis longtemps en état de nécrose avancée, ni en congestion permanente, a de quoi étonner. Or elle « fonctionne » même mieux que d'autres grandes cités. Le soir, pour rentrer chez eux, la plupart des salariés tokyoïtes effectuent une ou deux heures de voyage dans des trains bondés, qui se succèdent à une fréquence maximale vers les « cités dortoirs » de la partie occidentale de la Métropole ou des préfectures voisines.
Pour limiter ces mouvements pendulaires et développer des activités en banlieue, le gouvernement avait lancé dans les années 1950 et 1960 une politique de villes nouvelles dont la plus emblématique reste la Tama New Town. Désignée comme ville nouvelle en 1965, elle s'étend sur les communes de Hachiōji, Tama, Inagi et Machida, dans les collines de Tama et l'ouest encore largement rural de la Métropole, sur une superficie de 28,92 km2. L'ensemble comprend de vastes complexes commerciaux (dont le principal reste le Parthenon Tama), ses services de proximité (chacun des 21 quartiers qui divisent la ville regroupent 3 000 à 5 000 maisons ou appartements desservis par deux écoles élémentaires et un collège, un centre commercial de quartier, un kōban, une poste, des cliniques ou autres), ses universités et écoles supérieures, ses sites de divertissements comme le parc à thème couvert Sanrio Puroland. Si l'objectif initial de population (342 200 habitants) n'a pas été atteint, la Tama New Town reste, avec 200 000 habitants, le plus vaste développement résidentiel du Japon et le symbole de l'expansion tentaculaire et effrénée de la capitale japonaise dans les années du Boom Izanagi, immortalisé dans le film d'animation du Studio Ghibli Pompoko. Mais elle n'a pas réussi à devenir un pôle d'emploi à part entière et est devenue une ville-dortoir supplémentaire, les transports en commun qui la desservent étant congestionnés par les migrations pendulaires des actifs vers le centre urbain.
La nouvelle solution développée par les autorités face à ce déséquilibre se retrouve dans la loi pour un développement multipolaire du Territoire national. Celle-ci crée dans le périmètre d'une « aire de Tokyo » recentrée sur la métropole en elle-même et les quatre préfectures du Kantō les plus peuplées (Saitama, Chiba, Ibaraki et Kanagawa) des « Cités noyaux d'affaires », désignés par le gouvernement central par le biais des Plans décennaux de développement de la Région capitale. Véritables relais du pôle urbain au sein de la périphérie pour ce qui des emplois et des activités, ces « Noyaux d'affaires » sont dotés d'un Plan directeur général chargé de définir les objectifs et les « installations d'affaires », soit l'ensemble des infrastructures, services, activités et entreprises, publiques ou privées, à implanter. Au sein de la préfecture de Tokyo, deux « Cités noyaux d'affaires » ont été définies dans la zone occidentale des collines de Tama : Hachiōji - Tachikawa (pour la Tama New Town) et Oume.

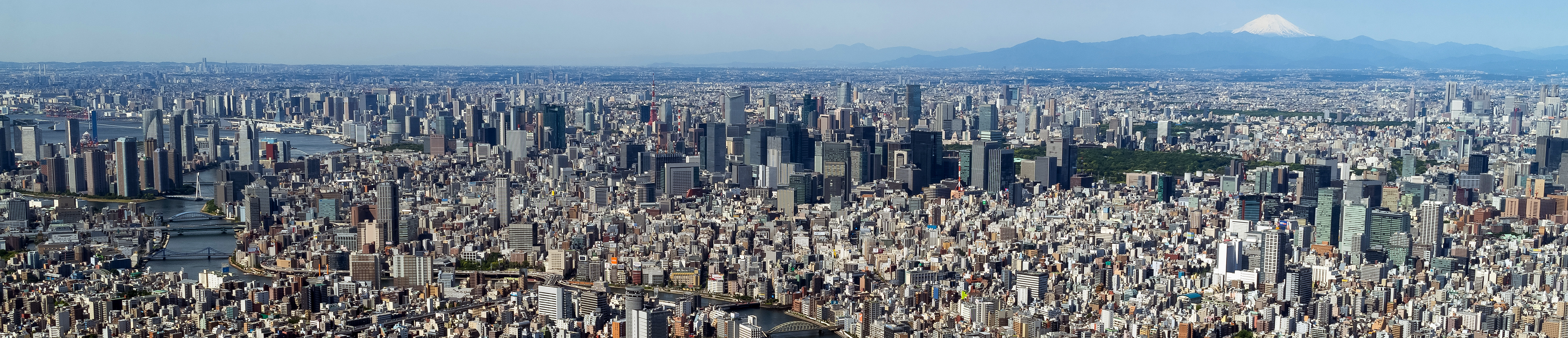
Une vue panoramique de Tokyo depuis le Tokyo Skytree.

## Démographie

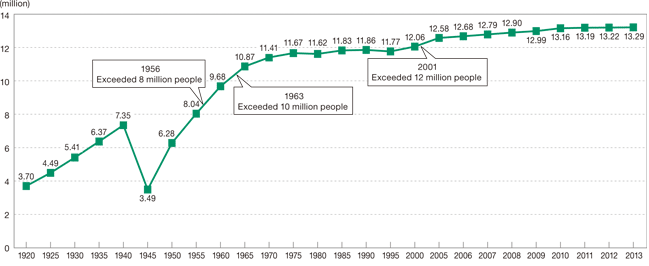
Évolution de la population depuis 1920.

### Résidents étrangers
|    | Nationalité  | Population (2024) |
| -- | ------------ | ----------------- |
| 1  | Chine        | 257 198           |
| 2  | Corée du Sud | 87 955            |
| 3  | Vietnam      | 44 087            |
| 4  | Philippines  | 35 634            |
| 5  | Népal        | 35 310            |
| 6  | Taïwan       | 21 771            |
| 7  | États-Unis   | 20 217            |
| 8  | Birmanie     | 19 868            |
| 9  | Inde         | 17 537            |
| 10 | Indonésie    | 9 719             |
| 11 | Autres       | 98 120            |

## Économie
Tokyo est la capitale économique, commerciale et financière du pays. Les services, la finance et l'assurance sont les secteurs dominants. Pour son volume de transactions, la bourse de Tokyo fait partie des trois plus importantes de la planète avec celles de Londres et de New York.
La productivité très importante de la région place Tokyo au premier rang mondial pour ce qui est de la richesse. Le PIB total de la ville s'élève ainsi en 2018 à 1 500 milliards de dollars, contre 1 200 milliards pour New York qui est la 2e. À titre de comparaison, c’était le PIB de la Corée du Sud en 2017.

### Coût de la vie
Tokyo est considérée comme l'une des villes les plus chères au monde, plus particulièrement dans le domaine de l'immobilier : selon le bureau de la statistique du Japon, le prix moyen du mètre carré s'élevait à 354 100 yens en quartier résidentiel en 2007, soit environ 3 000 euros. Lors du pic de la bulle immobilière en 1991-1992, le prix du mètre carré à Ginza, centre de commerce et d’affaires, dépassait 100 000 dollars. D'après le groupe immobilier Knight Frank et Citi Private Bank, filiale de Citigroup, Tokyo était la cinquième ville la plus chère du monde en 2007 pour les prix de l'immobilier résidentiel de luxe : 17 600 euros par mètre carré. La société ECA (Employment Conditions Abroad) classe Tokyo première de son classement des villes du monde aux loyers les plus élevés pour un trois pièces en 2009 et 2010.
L'enquête du cabinet Mercer sur le coût de la vie pour les expatriés place Tokyo en deuxième position dans le monde derrière Moscou en 2008, en première position devant Osaka et Moscou en 2009, en deuxième position derrière Luanda en 2010 et 2011, et de nouveau en première position en 2012 devant Luanda et Osaka. ECA classe Tokyo deuxième de son classement des cinquante villes les plus chères au monde pour un expatrié au second semestre 2008 et en 2009 derrière Luanda, et première en 2010 et 2011 ; Nagoya, Yokohama et Kobe étant chaque année dans le top 10,,,,,,. En 2007 et au premier semestre 2008, Tokyo était seulement treizième de ce classement, le coût de la vie pour les expatriés ayant augmenté à la suite de la forte appréciation du yen en 2008,. Economist Intelligence Unit classe Tokyo première de son classement des 140 villes les plus chères au monde pour un expatrié en 2011, deuxième en 2012 derrière Zurich, de nouveau première en 2013 devant Osaka, sixième en 2014, et quatrième en 2017. Tokyo et Osaka sortent du top 10 en 2015, 2016 et 2018, en raison du faible taux d'inflation au Japon.
En juillet 2024, Mercer classe désormais Tokyo à la 49e place du classement, après San Juan, à Porto Rico. La ville perd trente places dans ce classement par rapport à l'année précédente.

### Port de la ville
La capitale du Japon constitue le 7e port maritime de marchandises japonais par le volume total échangé, et le 35e mondial en 2006, ainsi que le premier port à conteneur du pays et le 26e de la planète en 2007. Mais l'ensemble des activités portuaires autour de son aire urbaine, qui comprend les trois ports voisins de Chiba (à l'est, 2e port de marchandises japonais et le 16e mondial en volume total échangé), de Yokohama (à l'ouest, 3e port de marchandises japonais et le 21e mondial pour ce qui est du volume total échangé, et le 2e port à conteneur du pays et le 28e mondial) et, dans une moindre mesure, de Kawasaki (à l'ouest), fait de la baie de Tokyo le plus grand complexe industrialo-portuaire continu au monde.

## Voies de communication et transports

### Routes
Les routes couvrent, en 2003, 7,6 % du territoire de la préfecture de Tokyo (contre 16 à 25 % dans les mégapoles occidentales. L’automobile ne compte que pour 11 % des déplacements dans le centre de la capitale japonaise, alors qu’elle atteint entre 25 et 32 % du trafic dans les métropoles occidentales.
La décision de doter les grandes agglomérations d’un réseau routier conséquent, au cours des années 1970, est intervenue trop tard, les prix fonciers étant devenus trop exorbitants pour permettre l’adaptation de la ville à l’automobile.

### Aéroports

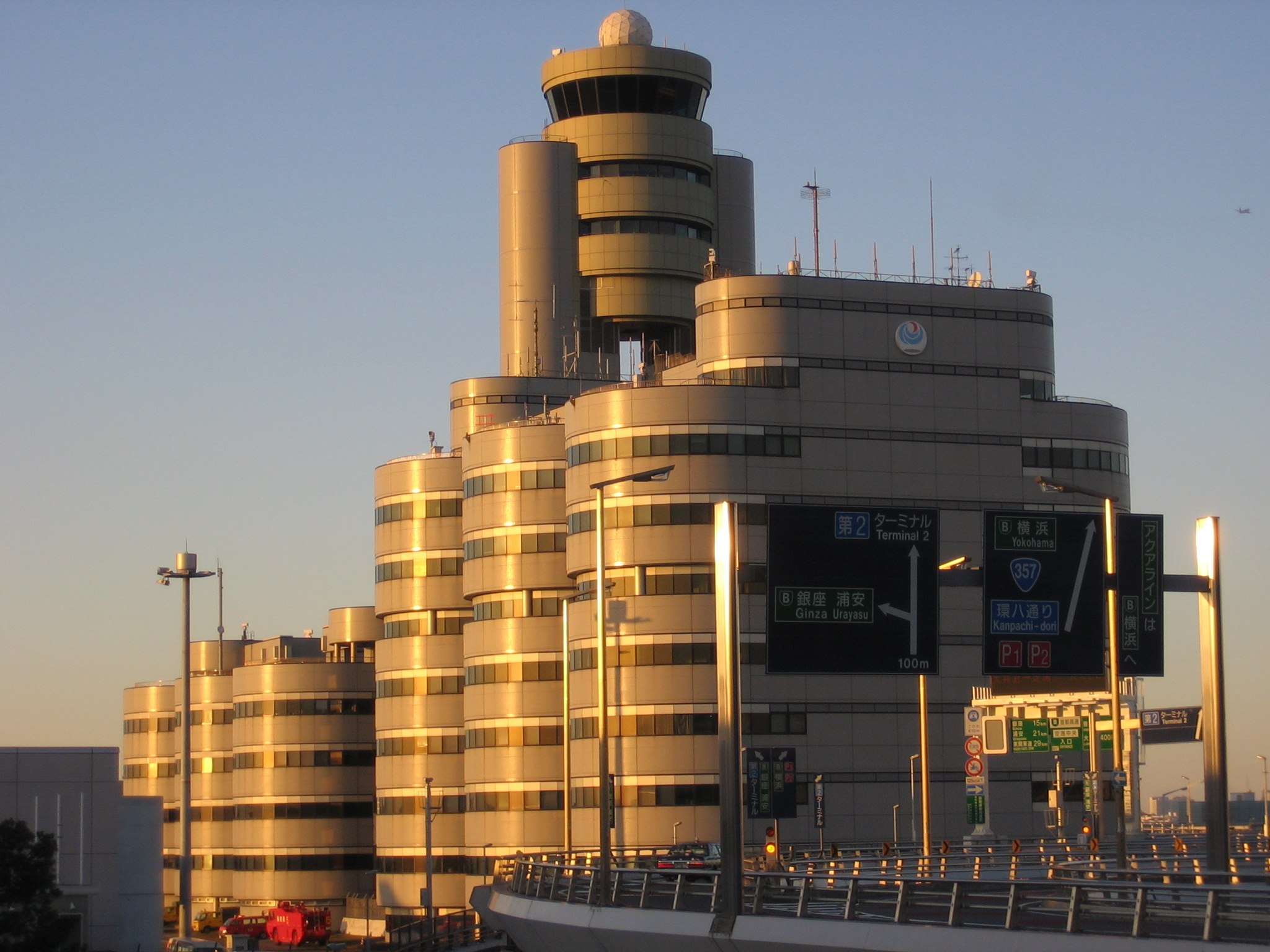
Tour de contrôle de l'aéroport international Haneda de Tokyo.

Tokyo dispose de deux aéroports internationaux, tout comme de nombreuses grandes métropoles dans le monde, avec 117,7 millions de voyageurs en 2017, faisant de Tokyo le troisième carrefour aérien au monde par la fréquentation, après Londres et New York.
L'aéroport international Haneda de Tokyo, le premier à avoir été construit, l'est en partie sur un terre-plein gagné sur la mer (mais pas complètement, à la différence de l'aéroport international du Kansai). Une des quatre pistes est même en partie construite sur pilotis en mer. L'augmentation du trafic, entraînant des nuisances sonores, ainsi qu'un problème de capacité d'accueil à long terme, a poussé le gouvernement japonais à ouvrir un autre aéroport beaucoup plus loin du centre de la capitale (afin d'anticiper la croissance hypothétique de la ville).
Après de multiples heurts (les expropriations nécessaires à la construction de l'aéroport ont été sujettes à controverses), l'aéroport international de Narita a été enfin mis en service, ayant pour vocation d'être la plateforme principale du Japon pour les vols internationaux, Haneda est destiné jusqu'en octobre 2010 aux vols intérieurs (et à de rares vols internationaux, comme Séoul ou Shanghai).
Le trafic en nombre de passagers transportés de l'aéroport international de Tokyo-Haneda (76,4 millions de passagers en 2017) est bien supérieur à celui de Narita (40,6 millions en 2017). Cela est dû au fait que le réseau interne japonais est très dense, en raison des nombreuses contraintes naturelles qui ne facilitent pas les déplacements (par la route ou par train).
Le Japon est d'ailleurs connu pour être un des seuls pays où sont utilisés des avions dans des configurations pouvant accueillir environ 500 passagers (de type Boeing 747 et Boeing 777) pour des liaisons internes (notamment des lignes comme Tokyo – Osaka, Tokyo – Sapporo ou Tokyo – Naha).
L'agglomération est aussi desservie par l'aéroport de Chōfu dans l'ouest (vols vers les îles de la préfecture de Tokyo : Izu Ōshima, Niijima, Kōzushima) ainsi que, depuis mars 2010, l'aéroport d'Ibaraki au nord-est.

### Transport ferroviaire
Le chemin de fer reste le mode de transport le moins coûteux, le plus fiable et le plus rapide pour les migrations pendulaires. À Tokyo, la proportion de personnes se rendant au centre, au cours de la semaine, par voie ferroviaire (chemin de fer de banlieue ou métro), atteint 86 %, contre 65 % à Londres, 61 % à New York et 58 % à Paris en 2003.

#### Métro

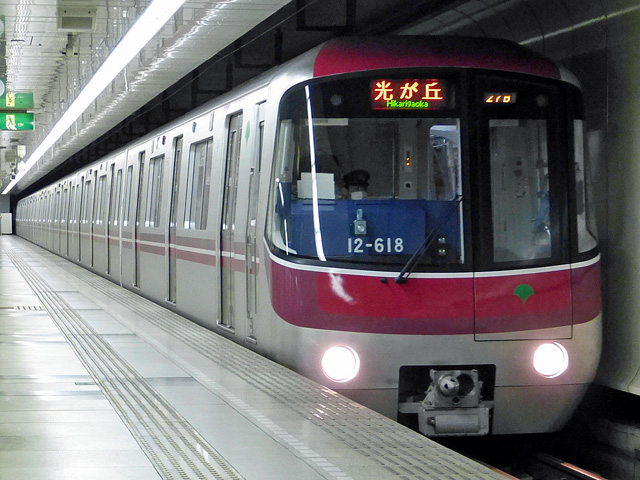
Ligne Ōedo du métro de Tokyo.

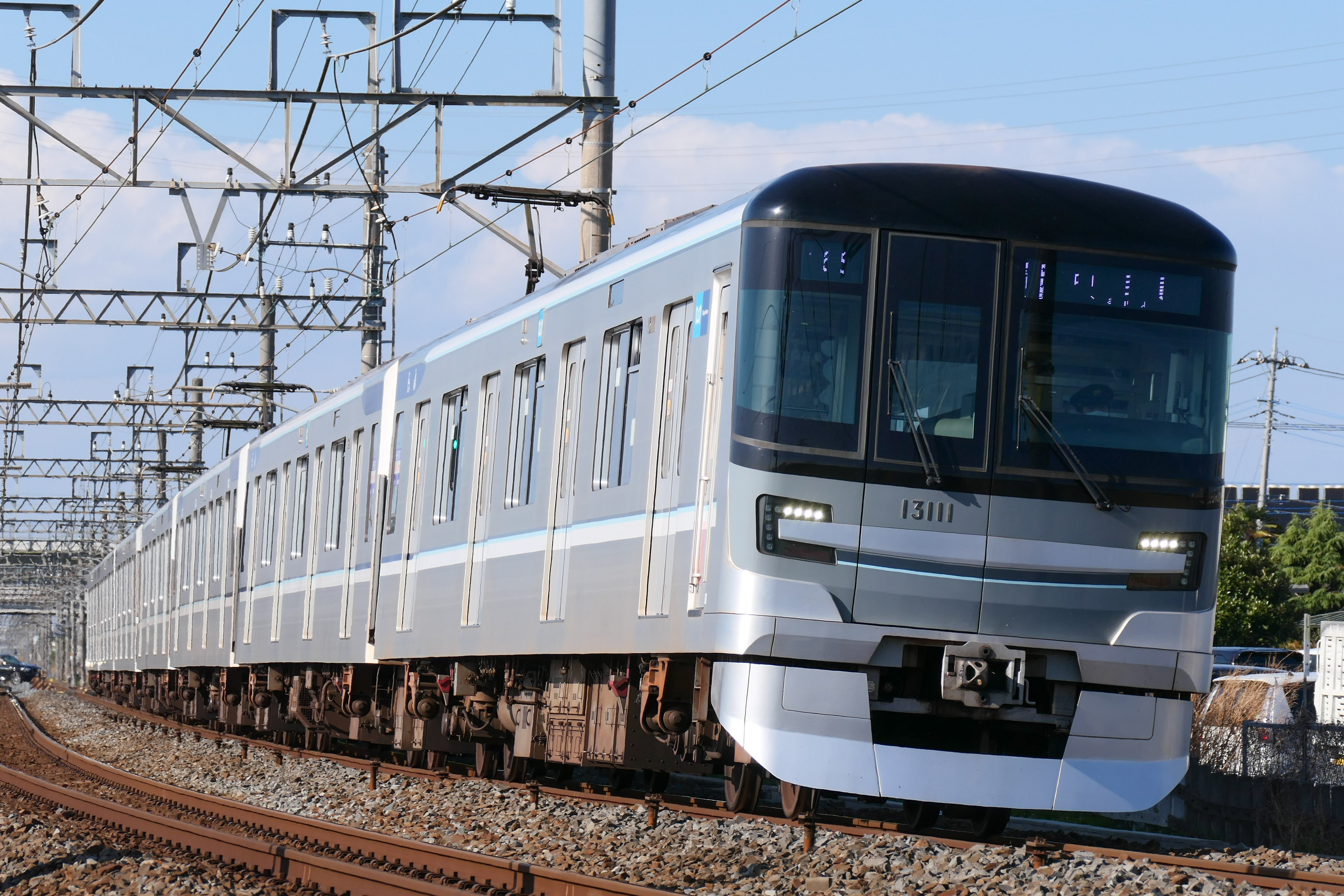
Ligne Hibiya du métro de Tokyo.

Le réseau métropolitain de Tokyo est exploité par deux grandes sociétés (Tokyo Metro et Toei) gérant en tout treize lignes qui totalisent 307 kilomètres pour environ 290 stations. Chaque année, près de trois milliards de personnes empruntent le métro à Tokyo, ce qui en fait un élément indispensable du transport à l'intérieur de l'agglomération. En effet, le réseau souterrain et aérien réduit considérablement le trafic routier et la pollution automobile est de ce fait relativement faible par rapport à d'autres grandes métropoles. Généralement cité pour sa fréquentation hors-normes à la limite de la saturation (surtout aux heures de pointe), il est facilement mis en avant pour décrire la surpopulation de la ville. Même si, dans certaines stations, des « pousseurs » postés sur les quais compressent les usagers à l'intérieur de la rame pour permettre la fermeture des portes, le métro de Tokyo reste très efficace et sophistiqué. Le taux de délinquance y est très faible comme partout ailleurs dans la ville, et les stations ainsi que les rames sont fort propres et entretenues très régulièrement.
Indépendamment de ces lignes principales, on trouve aussi d'autres lignes telles que le Yurikamome et le Nippori-Toneri Liner. À l'ouest de la préfecture de Tokyo, on trouve également la Ligne Yamaguchi de la compagnie privée Seibu. Ces trois dernières lignes ne font pas partie à proprement parler du métro de Tokyo.

#### Train

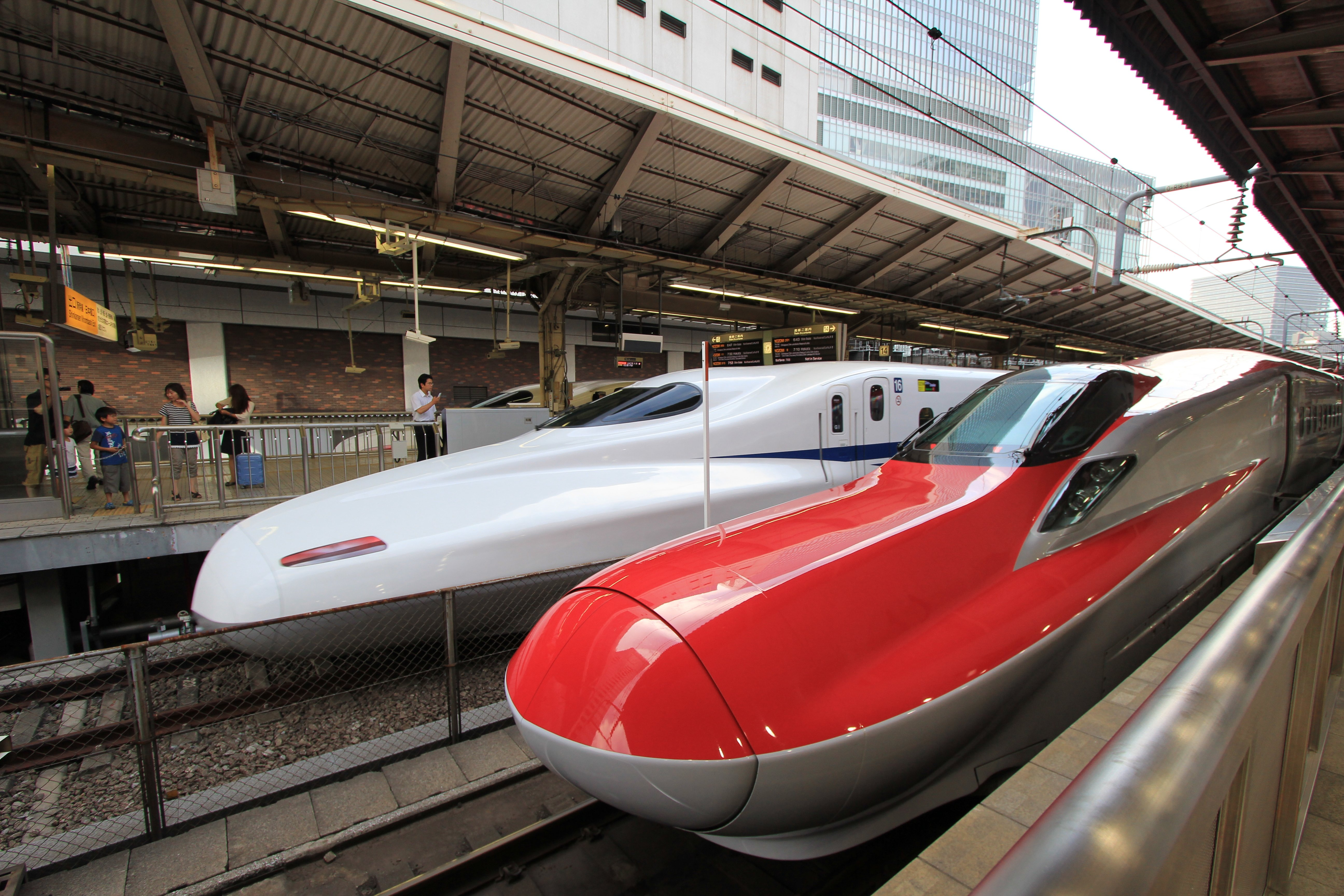
Shinkansen en gare de Tokyo.

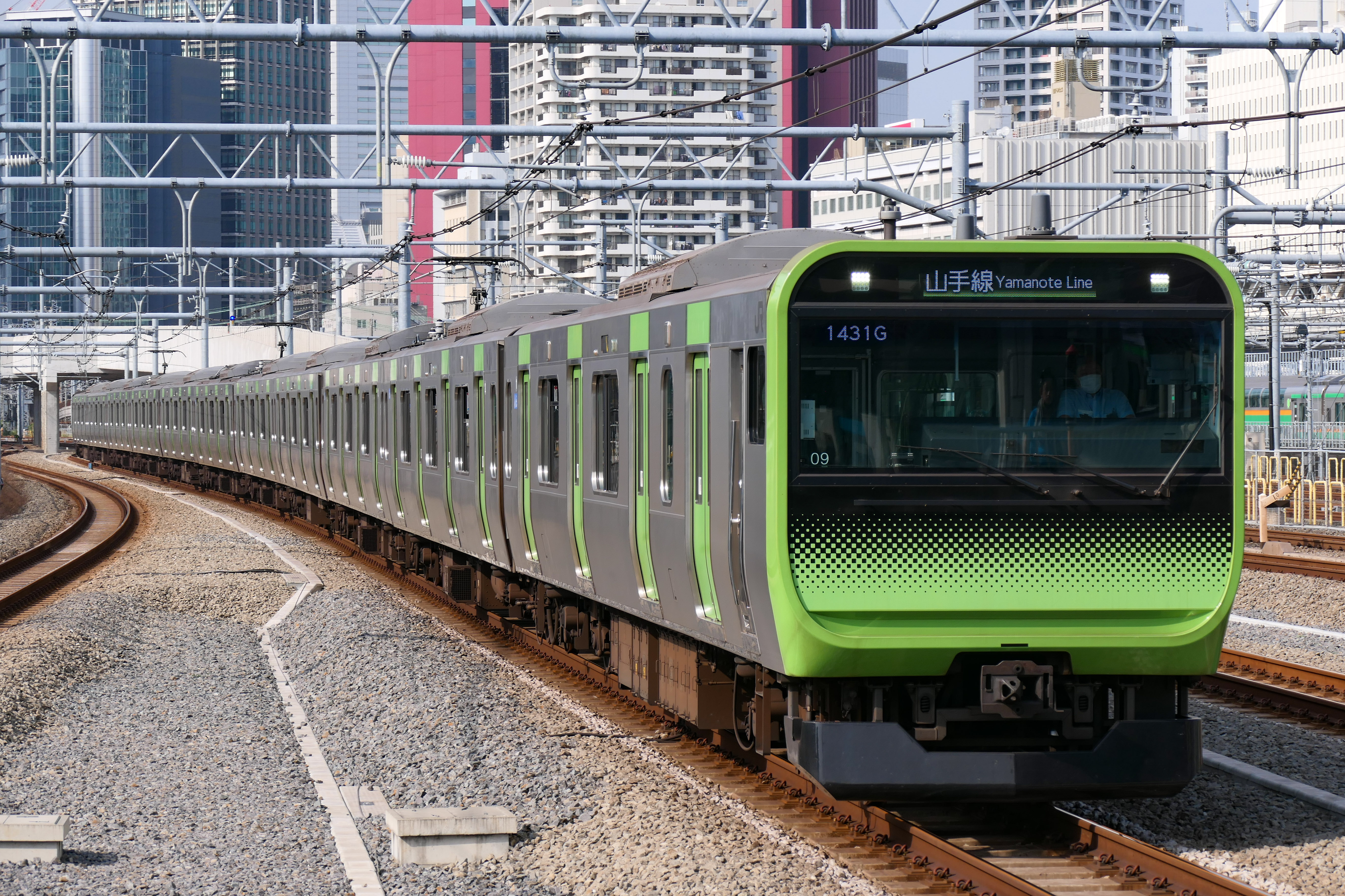
Train de la série E235 sur la ligne Yamanote.

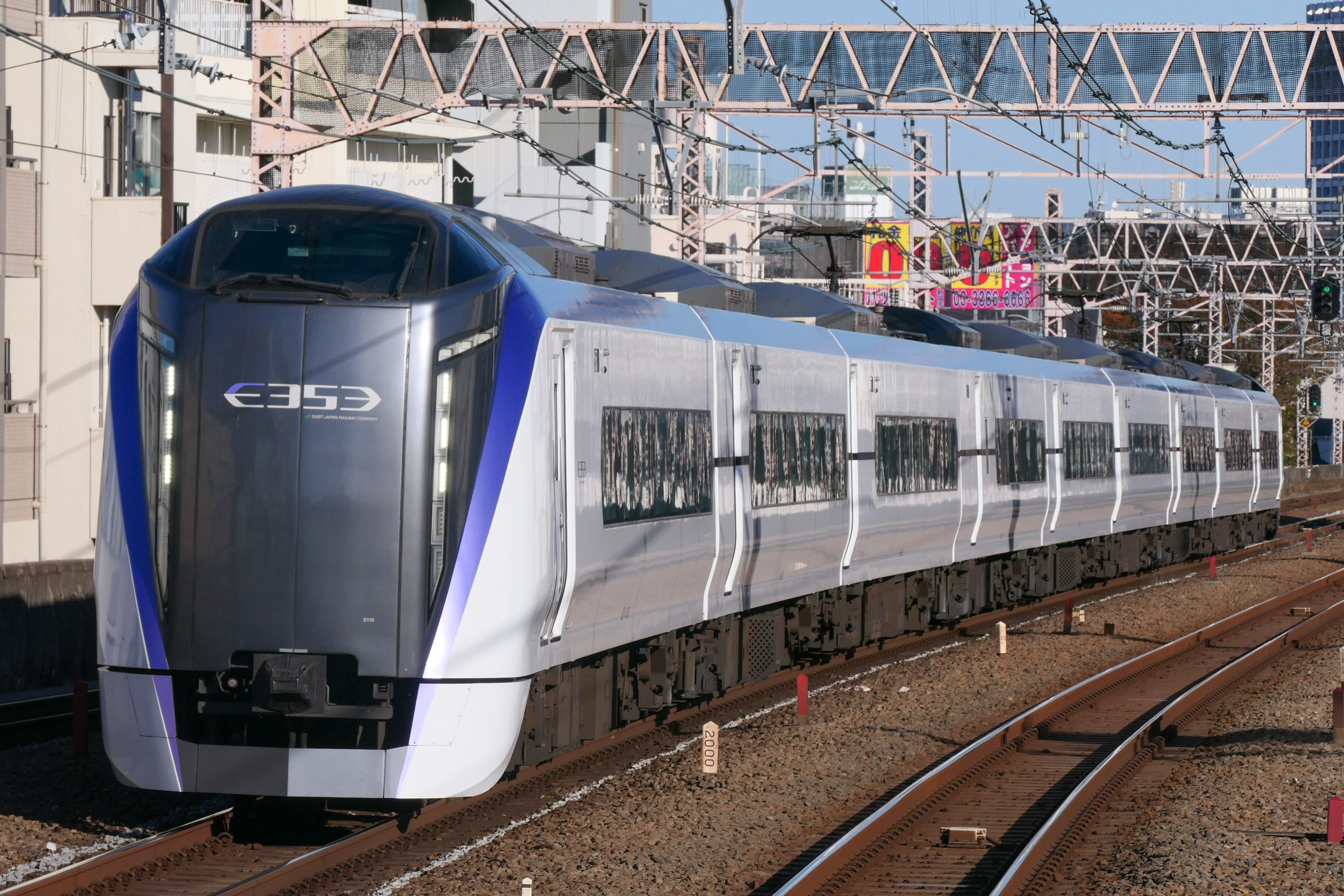
Train de la série E353 sur le service Azusa.

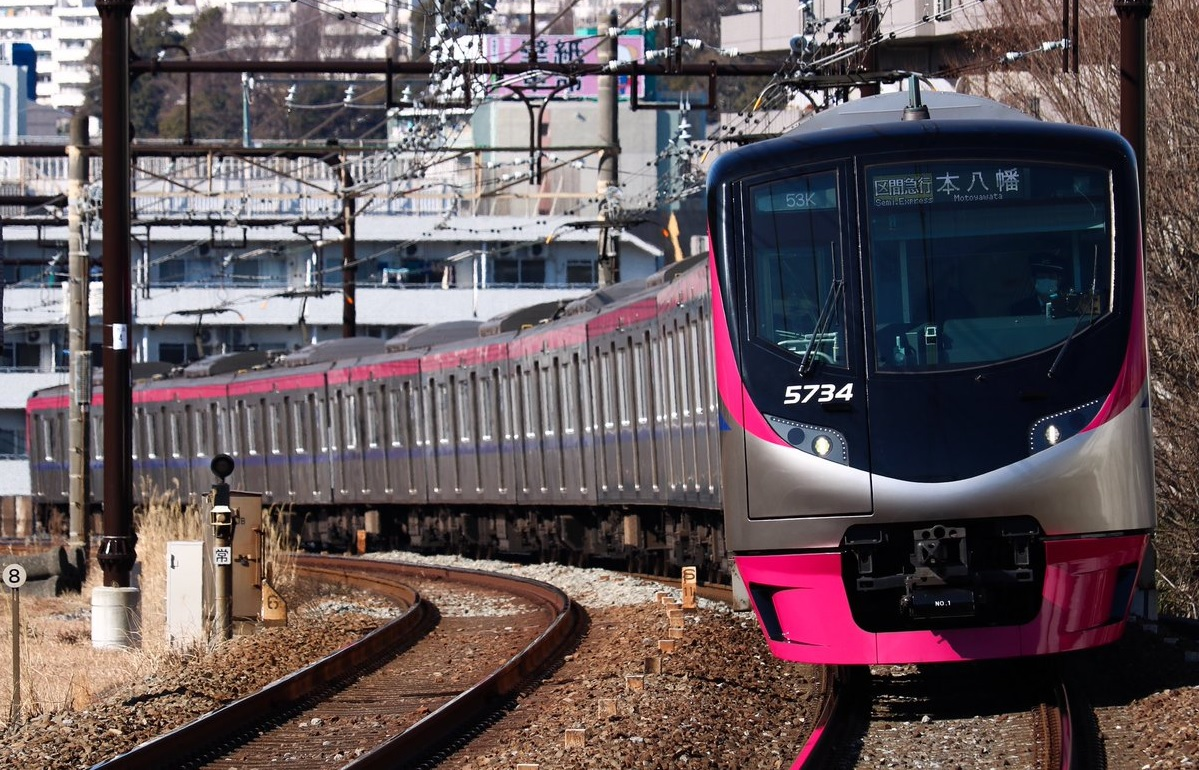
Train de la série 5000 de la compagnie privée Keiō.

Bien que la gare de Tokyo soit la gare interurbaine principale de Tokyo et celle accueillant tous les Shinkansen, la station la plus grande est celle de Shinjuku. Cette dernière est la plus fréquentée du monde. Les gares de Shibuya et Ikebukuro sont elles aussi plus fréquentées que la gare de Tokyo. Akihabara, Ueno et Shinagawa constituent également des plaques importantes dans le réseau ferroviaire de Tokyo.
Comme dans les autres grandes villes du pays, les distributeurs automatiques sont incontournables et peuvent délivrer les billets à l'unité et les cartes pour passages multiples.
La desserte de l'aéroport international de Narita (situé dans la préfecture de Chiba) est assurée par des services spécialisés : le Narita Express et le Skyliner.
La ligne circulaire appelée Yamanote délimite officieusement le cœur même de Tokyo.

##### Lignes de train à grande vitesse (Shinkansen)
- JR East : ligne Shinkansen Tōhoku, ligne Shinkansen Jōetsu et ligne Shinkansen Hokuriku
- JR Central : ligne Shinkansen Tōkaidō, ligne Shinkansen Chūō (en construction)

##### Lignes desservant le cœur de Tokyo (intérieur de la ligne Yamanote)
- JR East : ligne Chūō, ligne Chūō-Sōbu, ligne Jōban, ligne Keihin-Tōhoku, ligne Keiyō, ligne Saikyō, ligne Shōnan-Shinjuku, ligne Sōbu, ligne Takasaki, ligne Utsunomiya, ligne Tōkaidō, ligne Yamanote et ligne Yokosuka
- Keiō : ligne Keiō, ligne nouvelle Keiō et ligne Inokashira
- Keikyū : ligne principale Keikyū
- Keisei : ligne principale Keisei
- Odakyū : ligne Odawara
- Seibu : ligne Ikebukuro et ligne Shinjuku
- Tōbu : ligne Tōjō
- Tōkyū : ligne Tōyoko, ligne Meguro, ligne Den-en-toshi et ligne Ikegami
- Tsukuba Express
- Ligne Rinkai

##### Autres lignes à l'intérieur des 23 arrondissements
- Keikyū : ligne Aéroport
- Keisei : ligne Kanamachi et ligne Oshiage
- Seibu : ligne Yūrakuchō et ligne Toshima
- Tōbu : ligne Skytree, ligne Kameido, ligne Daishi
- Tōkyū : ligne Ōimachi et ligne Tamagawa
- Ligne Saitama Railway

##### Autres lignes à l'intérieur de la préfecture de Tokyo (zone Tama)
La zone Tama (en), à l'intérieur de la préfecture de Tokyo, inclut d'autres lignes.
- JR East : ligne Hachikō, ligne Itsukaichi, ligne Musashino, ligne Nambu, ligne Ōme et ligne Yokohama
- Keiō : ligne Sagamihara, ligne Keibajō, ligne Dōbutsuen et ligne Takao
- Odakyū : ligne Tama
- Seibu : ligne Seibu-en, ligne Haijima, ligne Tamako, ligne Kokubunji et ligne Tamagawa

#### Monorail

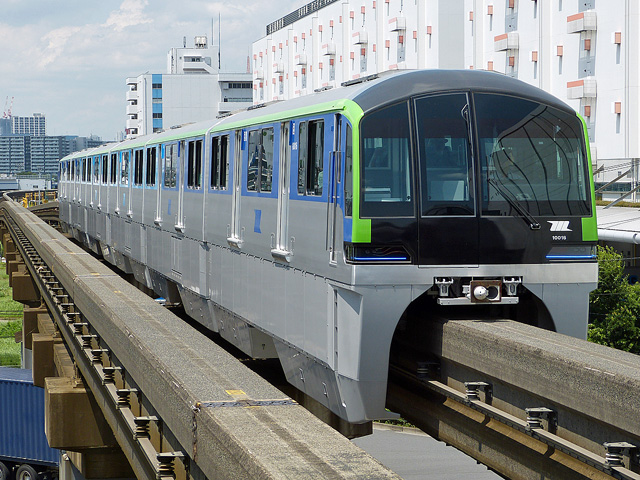
Monorail de Tokyo.

Le monorail de Tokyo ou Haneda Monorail relie Hamamatsuchō dans le centre de Tokyo à l'aéroport de Haneda. Long d'environ 18 kilomètres, le trajet compte 11 stations et dure quinze minutes.
La compagnie Toei a exploité le monorail du zoo d'Ueno jusqu'à sa fermeture en 2019.
À l'ouest de la métropole de Tokyo, on trouve également le Monorail Tama Toshi.

#### Tramway
Tokyo disposait autrefois d'un vaste réseau de tramway appelé Tokyo Toden, d'une longueur totale d'environ 213 km à son apogée dans les années 1950 et 60. Cependant, comme dans d'autres grandes villes du monde, le développement de l'automobile et du métro conduisit à la fermeture de la quasi totalité du réseau. Aujourd'hui il ne reste qu'une seule ligne en activité, la ligne Toden Arakawa exploitée par le Bureau des Transports de la Métropole de Tokyo (Toei) sous le nom Tokyo Sakura Tram.
La compagnie Tōkyū exploite la ligne Setagaya qui peut être considérée comme un tramway.

## Tourisme

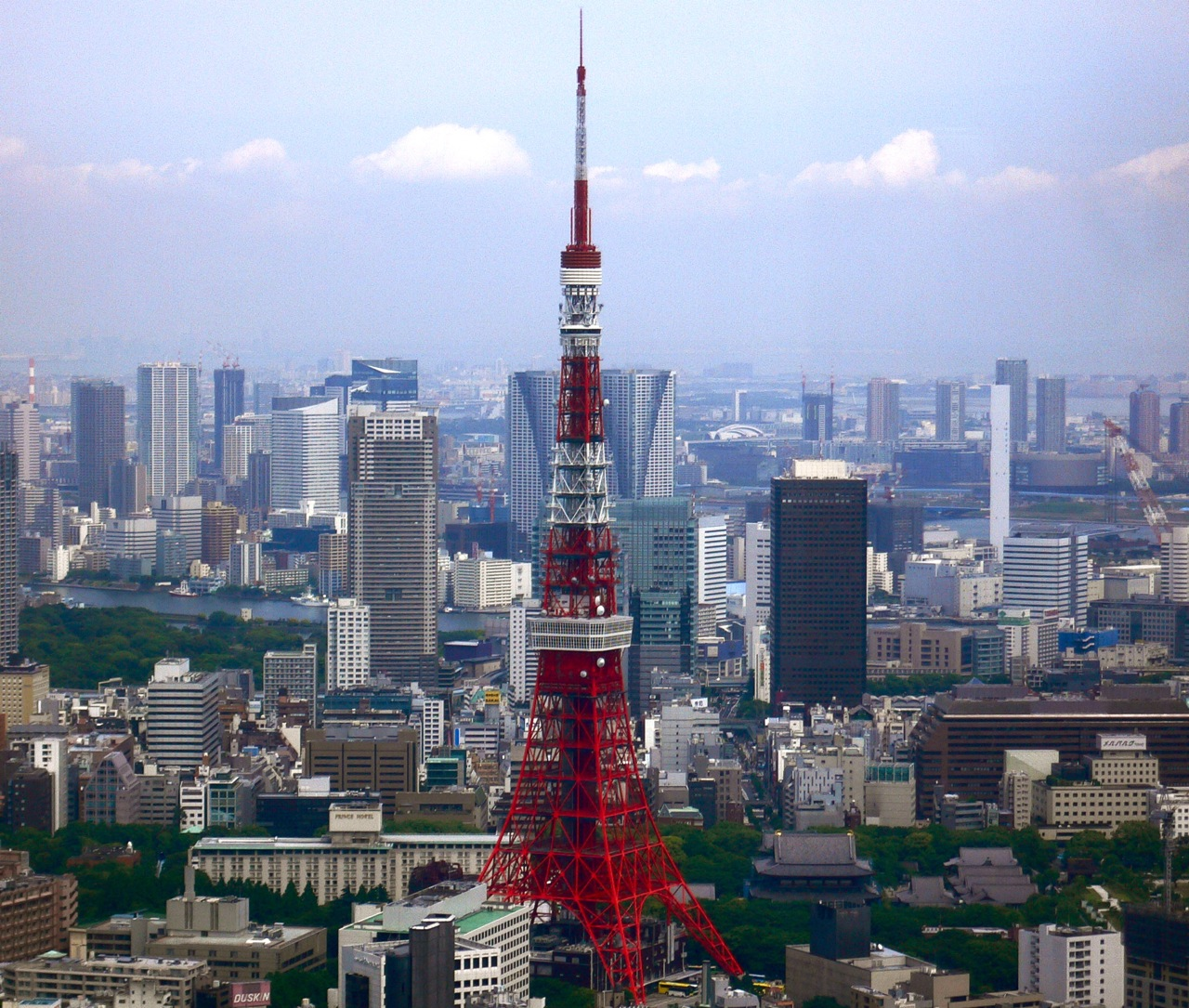
La Tour de Tokyo (333 m), plus haute que la tour Eiffel (324 m).

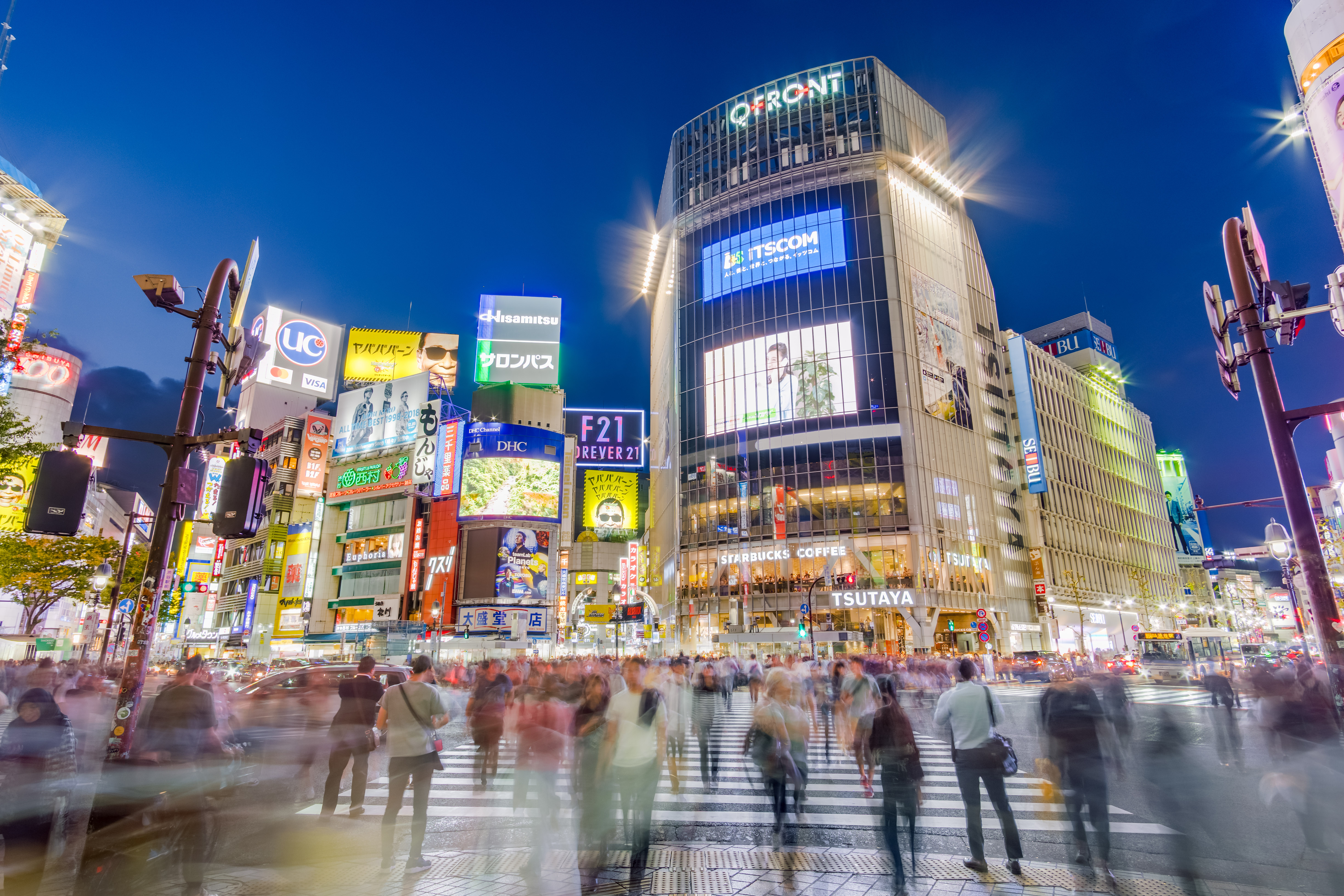
Le quartier toujours bondé de Shibuya.

### Temples et sanctuaires
- Le Sanctuaire shinto Meiji-jingū
- Le temple bouddhique Sensō-ji, dans le quartier d'Asakusa
- Le temple de Zōjō-ji
- Le Tsukiji Hongan-ji, temple avec une architecture indienne, chinoise et turque
- Hie-jinja
- Atago-jinja (Tokyo)
- Yasukuni-jinja
- Kanda-myōjin
- Shibamata Taishakuten, temple bouddhiste datant de 1629. Il a été sélectionné en 2009 parmi les 100 paysages du Japon (ère Heisei).
- Gōtoku-ji, connu pour ses nombreuses statuettes de maneki-neko, des chats porte-bonheur.
- Gokoku-ji, temple bouddhiste du XVIIe siècle
- La cathédrale Sainte-Marie de Tokyo, dans le quartier de Sekiguchi

### Tours et bâtiments notables
- La Mode Gakuen Cocoon TowerKabuki-za
- Kōkyo, le Palais impérial

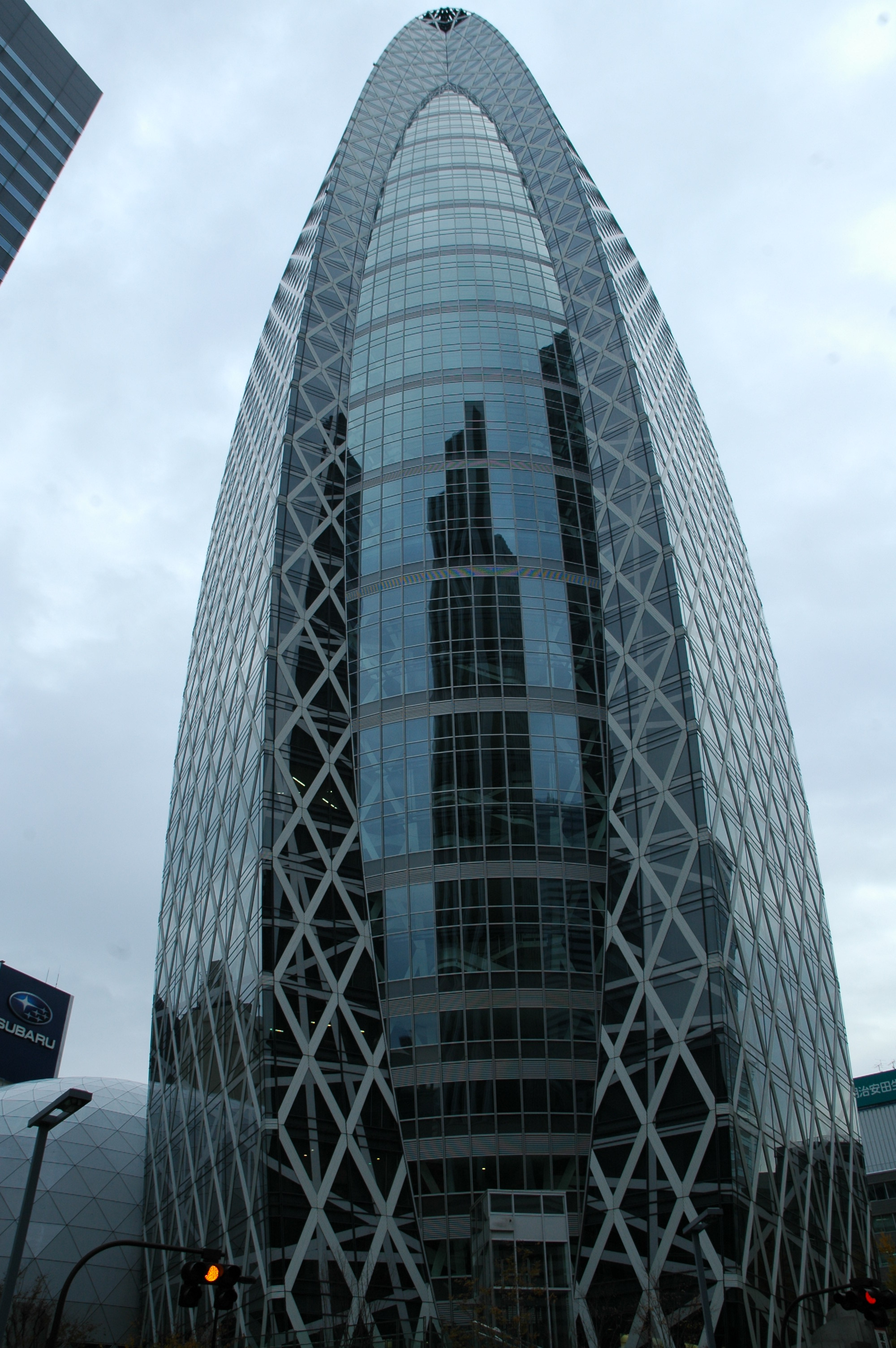
La Mode Gakuen Cocoon Tower

- Palais d'Akasaka, le palais accueille les chefs d'État en visite officielle. Peut être visité les jours de non rencontre diplomatique.
- Gare de Tokyo, bâtiment historique en briques rouge et possédant deux dômes. Est un bien culturel important du Japon depuis 2003.
- Shibuya Sky, plus haut sommet de Shibuya[61]
- Siège du gouvernement métropolitain de Tokyo
- Roppongi Hills Mori Tower
- Azabudai Hills, plus haut bâtiment du Japon
- Stade national (remplaçant l'ancien stade olympique national, aujourd'hui détruit)
- Sunshine 60
- Tokyo Metropolitan Gymnasium par Fumihiko Maki
- Tour de Tokyo
- Tokyo Skytree, tour de radiodiffusion de 634 m de hauteur, achevée en 2012.
- Nakagin Capsule Tower, démoli en 2022
- Ginza Six, énorme centre commercial de Ginza

### Musées
- Musée national de Tokyo
- Musée national de la Nature et des Sciences de Tokyo
- Musée d'Art moderne de Tokyo
- Musée de l'imprimerie
- Musée national de l'Art occidental
- Musée Tōbu
- Miraikan

### Parcs
- Parc d'Ueno
- Parc Yoyogi
- Shinjuku Gyoen
- Jardin Hama-rikyū
- Parc de Shiba
- Le parc d’Hibiya
- Parc de Kasai Rinkai

### Autres
- Le marché aux poissons de Tsukiji, fermé et remplacé en 2018 par celui de Toyosu
- Shibuya Crossing
- Omotesandō Dori : avenue de Shibuya surnommée « les Champs-Élysées de Tokyo ».
- Shinjuku Golden Gai, ensemble de bâtiments datant de l’après guerre où l’on trouve une multitude de bars exiguës. Populaire surtout en soirée.
- The Making of Harry Potter (Warner Bros Studio), le plus grand parc à thème en intérieur au monde sur Harry Potter. Situé sur l’ancien parc d’attraction Toshimaen[62].
- Nakano Broadway, galerie marchande connu pour ses nombreuses figurines de personnages de Manga/Anime. Mais est aussi un repère pour les amateurs de jeux vidéos.
- TeamLab Planets TOKYO DMM.com
- Ameya-Yokochō
- Tokyo Dome City Attractions
- Takeshita-dōri, rue commerciale piétonne de Shibuya connu pour être le repère du phénomène Kawaii et des looks extravagants. Il y a aussi pas mal d’options de restauration.
- Rainbow Bridge (Tokyo)
- Shimo-Kitazawa, quartier hipster

## Sport
À cause de la pandémie de Covid-19, les Jeux olympiques de Tokyo ont été reportés à l'été 2021.

## Jumelages et partenariats
Les villes ou provinces jumelées, :
- New York (États-Unis) depuis le 29 février 1960 ;
- Pékin (Chine) depuis le 14 mars 1979 ;
- Paris (France) depuis le 14 juillet 1982 - partenariat ;
- Nouvelle-Galles du Sud (Australie) depuis le 9 mai 1984 ;
- Séoul (Corée du Sud) depuis le 3 septembre 1988 ;
- Jakarta (Indonésie) depuis le 23 octobre 1989 ;
- État de São Paulo (Brésil) depuis le 13 juin 1990 ;
- Le Caire (Égypte) depuis le 23 octobre 1990 ;
- Moscou (Russie) depuis le 16 juillet 1991 ;
- Berlin (Allemagne) depuis le 14 mai 1994 ;
- Rome (Italie) depuis le 5 juillet 1996 - partenariat.

Contrats économiques et culturels :
- Londres (Royaume-Uni).